# Guerre
Pour les articles homonymes, voir Guerre (homonymie).
La guerre se définit comme un état de conflit armé entre plusieurs groupes politiques constitués, comme des États. Par opposition aux guerres entre États, une guerre peut aussi désigner un conflit armé entre deux factions de populations opposées à l'intérieur d'un même État : on parle alors de guerre de religion, de guerre civile, de guerre ethnique, de guerre révolutionnaire ou encore de guerre de sécession.
Les êtres humains font face à la guerre dès les débuts de la préhistoire et tout au long de l'histoire, et l'ancienneté des conflits armés est bien documentée. De tout temps on en a recherché les causes et essayé d'en retrouver les racines. De plus, pour en comprendre les différentes formes, des typologies ont été définies pour les caractériser.

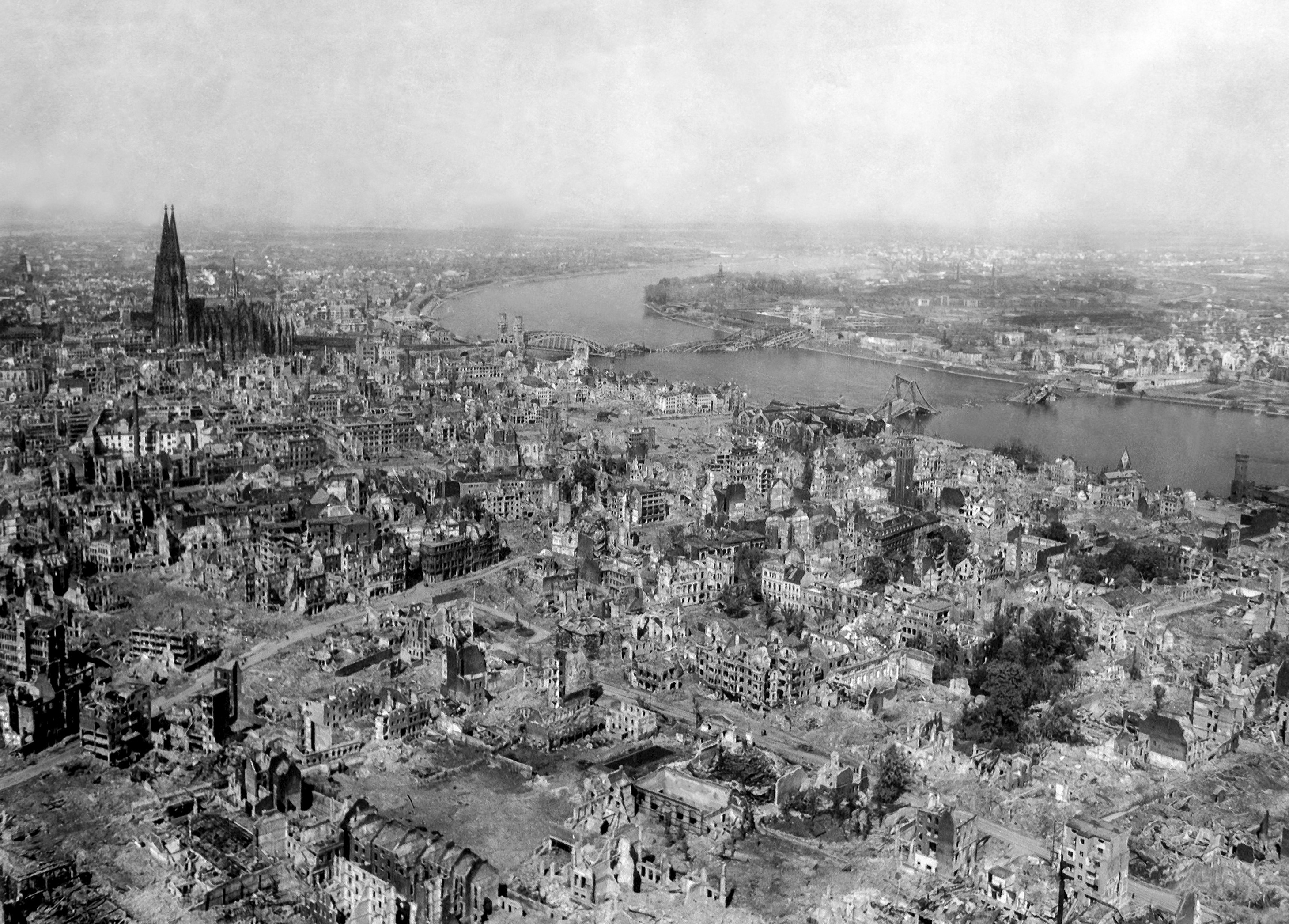
Cologne en Allemagne, le 24 avril 1945, détruite par les bombardements alliés.

Les découvertes scientifiques du XXe siècle menant à la bombe atomique introduisent la perspective de la guerre nucléaire. La stratégie des États est à repenser. La dissuasion nucléaire est à opposer à la destruction mutuelle assurée. Même une guerre conventionnelle comporte des risques nucléaires induits.
Les guerres entraînent des conséquences dans tous les domaines de la communauté humaine dont l'économie, le droit, l'environnement, le genre, les arts.
Les guerres et leurs moyens sont juridiquement soumis à des règles anciennes et tacitement admises, les lois de la guerre, devenues le fondement du droit international public. Celles-ci définissent les conditions de légitimité, le déroulement et les moyens licites des guerres.
La durée d'une guerre est très variable : la plus longue est sans doute la guerre de Cent Ans qui oppose aux XIVe et XVe siècles les royaumes d'Angleterre et de France pendant 116 ans (mais avec des trêves), et la plus courte la guerre anglo-zanzibarite de 1896 (38 minutes). La fréquence des guerres est également très variable, mais difficile à estimer pour les périodes reculées ; en diminution depuis la fin de la guerre froide, on constate une augmentation du nombre de guerres à la fin du XXe siècle et au début du XXIe.

## Guerre entre États
Les principes organisateurs hérités des traités de Westphalie de 1648 fournissent un cadre aux interactions des diverses nations organisées à partir d'États indépendants et souverains, ayant à confronter leurs ambitions.
Les États font la guerre aux autres États. Ainsi, la guerre est définie comme un acte de politique étrangère offensif ou défensif de dernier recours après, éventuellement, d'ultimes négociations de diplomatie.
Une guerre est précédée d'une revendication ou d'un casus belli, d'un ultimatum, puis d'une déclaration de guerre ; elle peut être suspendue par des trêves, un armistice ; elle se termine par la reddition d'une armée, la capitulation d'un gouvernement, puis la signature d'un traité accordant ou refusant les revendications initiales, le paiement de compensations, et le retour à l'état de paix.
La science de la conduite d'une guerre s'appelle la stratégie, celle de gagner les batailles la tactique, celle des causes et des conséquences des conflits, la polémologie (venant du grec polemos qui signifie la guerre et de son suffixe logos qui veut dire l'étude. La polémologie est donc l'étude de la guerre).
Selon Albert Einstein, « la voie qui mène à la sécurité internationale impose aux Etats l'abandon sans condition d'une partie de leur liberté d'action, en d'autres termes, de leur souveraineté ».
Selon Sigmund Freud « Il n'est possible d'éviter à coup sûr la guerre que si les hommes s'entendent pour instituer une puissance centrale aux arrêts de laquelle on s'en remet dans tous les conflits d'intérêts ».
Une des grandes causes des guerres tiendrait à l’impossibilité d’une justice internationale, pouvant se faire respecter, en raison de la nature souveraine des États. Les guerres substitueraient à l’institution d’un procès l’instauration d’un rapport de forces afin de déterminer de quel côté est le « droit ».
Le « système international westphalien » serait à l'origine de principes du droit international, tentant de privilégier le droit à la force, tels que l'inviolabilité des frontières ou la non-intervention dans les affaires domestiques d'un État. Ces principes sont remis en cause par différents biais idéologiques tels que, « guerre pour la défense des droits de l'homme », « guerre contre le terrorisme », « guerre contre l'Axe du Mal ». Ces constructions politiques ont mené à des guerres d'intervention dans les affaires d'États reconnus internationalement fragilisant l'ordre international prôné par l'Organisation des Nations unies.

## Définitions et citations célèbres
« Les guerres prenant naissance dans l’esprit des hommes, c’est dans l’esprit des hommes que doivent être élevées les défenses de la paix », cette citation figure dans le Préambule de l'acte constitutif de l'UNESCO lors de la création 16 novembre 1945 de cette organisation associée à l'ONU.
Pour Gaston Bouthoul, « la guerre est une forme de violence qui a pour caractéristique essentielle d'être méthodique et organisée quant aux groupes qui la font et aux manières dont ils la mènent. En outre, elle est limitée dans le temps et dans l'espace et soumise à des règles juridiques particulières, extrêmement variables suivant les lieux et les époques. Sa dernière caractéristique est d'être sanglante, car lorsqu'elle ne comporte pas de destruction de vies humaines, elle n'est qu'un conflit ou un échange de menaces ».
Selon Carl von Clausewitz, « la guerre est la continuité de la politique par d'autres moyens ».
Selon Jean Jaurès, homme politique, socialiste, prenant position avant la Première Guerre mondiale qui fera naître l'union sacrée intégrant les socialistes : « Le capitalisme porte en lui la guerre comme la nuée porte l'orage ».
Paul Valéry donne de la guerre une définition qui souligne la responsabilité de la haute classe politique et économique, comme cela a été particulièrement le cas pour la Première Guerre mondiale : « La guerre, un massacre de gens qui ne se connaissent pas, au profit de gens qui se connaissent mais ne se massacrent pas ».
Pour Rudyard Kipling, « la première victime de la guerre c'est la vérité ».
Jacques Prévert en 1946, dans le poème Barbara du recueil Paroles met en opposition l'amour d'un couple se retrouvant et la dévastation de Brest, lors des bombardements de 1944 pendant la Seconde Guerre mondiale, pour sa libération : « Quelle connerie la guerre ».
Pour Joann Sfar, « la guerre, c'est l'art de régler un conflit sans prendre en compte les aspirations de l'adversaire ».

## Étymologie
Le mot « guerre » peut venir du francique werra, du germanique *werra, qui en français a supplanté les termes issus :
- du latin bellum qui signifie « guerre », et qui a donné : belliqueux, belliciste, belligérant ;
- du grec : polemos signifiant « guerre », et ayant donné polémique, polémiste, politique et polémologie (l'étude de la guerre).

En 1884, la REA (l'académie royale espagnole) écrit dans son dictionnaire : « le mot guerra procède du vieux haut allemand werra »,,,,. (Alors qu'historiquement, le terme francique ou vieux-francique désigne la langue originelle des Francs saliens, le vieux haut allemand se rapporte principalement à l'époque carolingienne.)
D'un avis différent, le linguiste Alinei ne donne pas une étymologie germanique mais fait un rapprochement entre les termes « guerre » et « *ver » (qui veut à  dire « sacré ») italique et penche pour une évolution de type archaïque, attestée aussi en Italie méridionale, en Sicile et péninsule Ibérique. Gamillscheg (de) non plus ne donne pas une étymologie germanique mais pense que ce mot fait partie du vocabulaire du latin vulgaire. La linguiste Ursula Reutner indique un germanisme (étymologie *werra) dans le vocabulaire du latin vulgaire dû à un emprunt aux IVe et Ve siècles dans le sillage de contacts guerriers et commerciaux.
Le dictionnaire Littré ne mentionne pas d'étymologie (proto-)germanique ni même (ancien bas ou vieux) francique, par contre il indique à la fois l'étymologie en bas-latin werra et le vieux haut allemand werra.
Le mot werra apparaît pour la première fois en 858, le mot guerra en 1037.

## Ancienneté

### Préhistoire

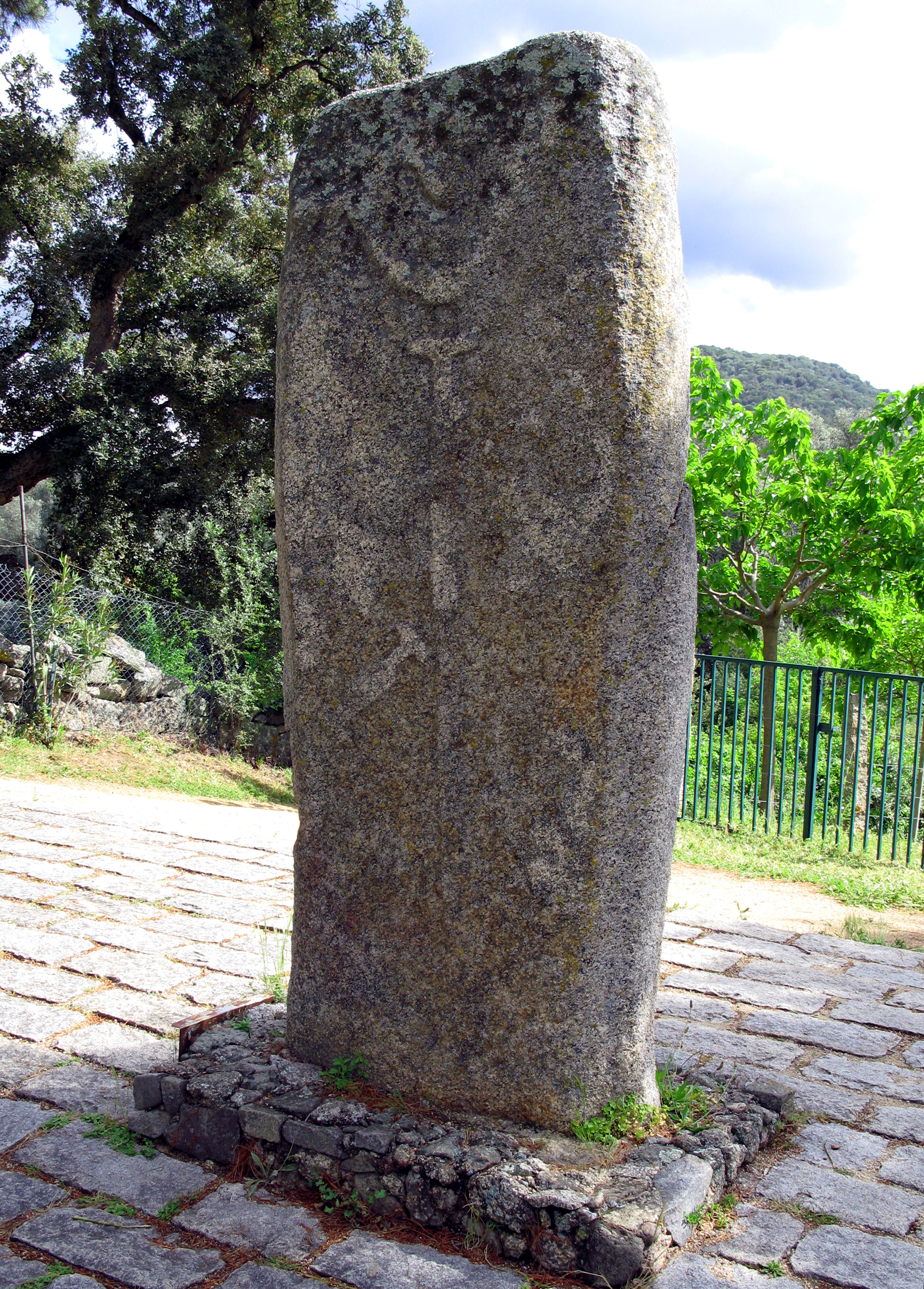
L'iconographie de cette statue-menhir avec épée et poignard suggère que se constitue en Occident à la fin des temps néolithiques une caste de guerriers mais la guerre à cette époque semble « relever plus de la razzia que de la guerre véritable ».

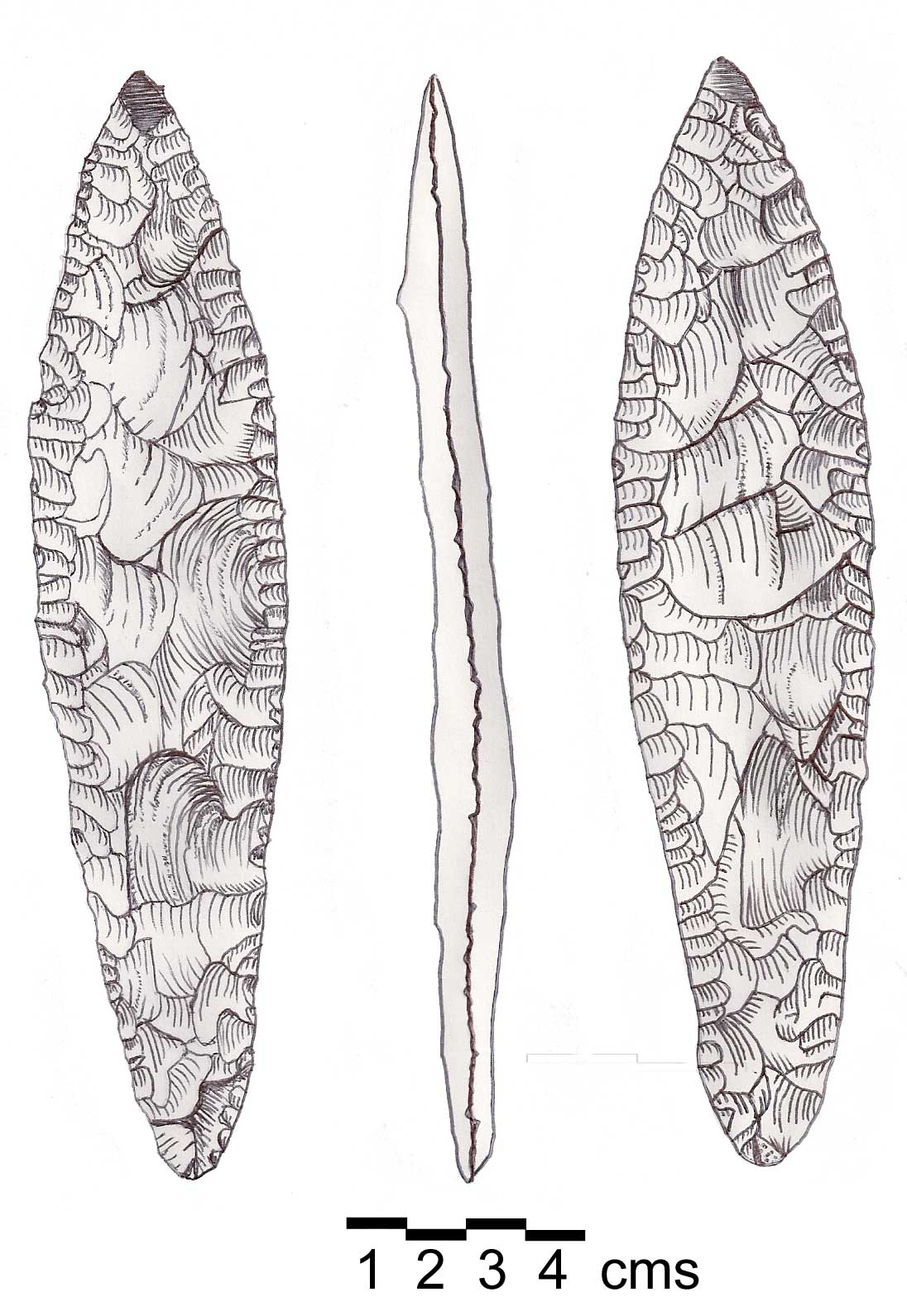
, supposée être la pointe d'un javelot, mais dont l'usage ne peut être tranché : arme pour la chasse ? Pour combattre ?

L'archéologue et historienne Anne Lehoërff rappelle que si la guerre est une composante des sociétés du Paléolithique, elle « ne résout pas cette fausse bonne question de l'idée de violence première chez l'homme, qui relève d'une opposition trop simpliste » entre le modèle de Hobbes de l'homme naturellement violent (le philosophe voyant en lui un animal sauvage « possessif, agressif, prédatoire, ignorant par conséquent toute organisation sociale et même tout sentiment de sociabilité ») et celui de Rousseau pour qui il n'y a pas de guerre avant que ne se forment les sociétés car « l'homme est naturellement pacifique et craintif. Au moindre danger son premier mouvement est de fuir ».
Selon la préhistorienne Marylène Patou-Mathis et à la lecture des recherches anthropologiques et archéologiques, la guerre ne semble apparaître qu’avec la naissance de l’économie de production et le bouleversement des structures sociales du Néolithique, il y a environ dix mille ans, et « la « sauvagerie » des préhistoriques ne serait qu’un mythe forgé au cours de la seconde moitié du XIXe siècle pour renforcer le concept de « civilisation » et le discours sur les progrès accomplis depuis les origines ». L'anthropologue Pierre Clastres affirme pour sa part que les premières sociétés humaines sont violentes : nombre de peintures anciennes (35 000 ans) ne représentent que des scènes de chasse[réf. souhaitée]. Cependant l'art rupestre plus récent (art levantin entre 10 000 et 6 500 ans av. J.-C.) montre des exécutions capitales. Dès le plus ancien Néolithique en Europe tempérée, les massacres de grands nombres (rendus possibles grâce aux lances, aux arcs, aux frondes et aux masses) ont lieu, selon les paléoethnologues, lors de l’acquisition de la sédentarité (comme à Talheim), et notamment près des sols fertiles, des stocks alimentaires et des bétails facilement mis en valeur par l'agriculture et l'élevage, des affrontements se produisant probablement par compétition entre les chasseurs-collecteurs peu nombreux et les nouveaux arrivants agriculteurs. Dans le Djebel Sahaba, au Soudan, une nécropole de type paléolithique tardif (société de chasseurs-cueilleurs) datant de 12 000 - 10 000 av. J.-C., a révélé le massacre d’une population entière. Des confrontations entre armées ont eu lieu dès le Mésolithique (8000 à 5000 av. J.-C.) près des estuaires et des grands fleuves (Danube, Nil, Indus, Dniepr, Gange). Si la guerre proprement dite se développe au Néolithique, les premiers indices de violence et d'affrontements, souvent pour des zones giboyeuses de gués ou de bords de rivières, existent chez les chasseurs-cueilleurs du Paléolithique, comme l'atteste l'enfant de Grimaldi ou les prénéandertaliens qui semblent avoir été jetés intentionnellement dans la cavité de Sima de los Huesos. Malgré la faiblesse des sources, l'archéologue Lawrence H. Keeley qui reproche à ses collègues — tel R. B. Ferguson — d'avoir longtemps campé dans leurs écrits un passé pacifié, évalue le taux de perte lors d'affrontements tribaux préhistoriques à 60 % dans certains sites archéologiques (ce taux est de 1 % dans les guerres modernes).
L'archéologue Jean Guilaine voit dans les guerres néolithiques non seulement une compétition économique pour accaparer les ressources agricoles mais aussi le développement de classes sociales avec l'émergence d'un chef, probablement un guerrier plus prestigieux, pour qui la guerre et la répression sont deux des attributs de son pouvoir.
À l'heure actuelle, les données archéologiques ne montrent, à l'échelle des millénaires (cinq au minimum), aucun massacre d'ampleur de centaines d'individus abandonnés in situ. Rien qui ne permette de confirmer l'usage régulier des armes emblématiques du Néolithique (l'arc et la lame emmanchée : haches et épées) sur la longue durée dans un but de guerre, et d'une manière intégrée aux modes de fonctionnement des sociétés. Il est difficile pour les archéologues, à l'exception des épées (première arme non polyvalente, exclusivement dédiée à la guerre), de déterminer l'usage spécifique des couteaux, pointes de lance ou de flèche, haches : production (abattre un arbre, débiter du bois), cuisine, arme de chasse ou de combat. L'archéologie « ne permet pas réellement de trancher en faveur de l'existence d'une panoplie dédiée spécifiquement au combat. Chasse et outillage autant qu'armes de combat, les objets emblématiques du Néolithique laissent plusieurs pistes ouvertes. Seules les catégories des lames doubles à perforation transversale (haches bipennes) ouvrent une perspective un peu différente sur la production d'objets aux fonctions particulières, hors de la sphère de la chasse ». Ce n'est que vers la fin du quatrième millénaire, avec l'extraction intensive du cuivre et la technique répandue de la métallurgie du cuivre, qu'est observé un certain développement de la guerre, visible dans l'implantation des premières fortifications et la multiplication des traumatismes osseux sur les squelettes.
Le travail du cuivre au Chalcolithique, avec la fusion du minerai, l'alliage et la soudure transforme l'« art de la guerre ». La découverte du bronze, alliage de cuivre et d'étain, donne en effet au métal une dureté propice à cet art : une basse teneur en étain donne un matériau tendre, utilisé pour fabriquer des épingles de toilette où la malléabilité et la souplesse sont recherchées ; un alliage comportant environ 88-90 % de cuivre et 8-10 % d'étain donne des épées fonctionnelles ; au-delà de 15 % d'étain, le matériau est dur et cassant (à 25 % d'étain, c'est un matériau gris presque blanc dur et cassant, poli pour donner des miroirs en bronze). Par rapport aux armes en silex et aux poignards en cuivre martelé, l'épée permet « un combat moins rapproché, plus meurtrier et suscite des parades, notamment le développement de la tôle de bronze, composant essentiel d'un nouvel armement défensif (les protections corporelles telles que les cuirasses, les jambières, les casques et les boucliers métalliques dont la malléabilité et la robustesse dépendant du pourcentage d'étain). La course aux armements est lancée, les armes en bronze étant bientôt concurrencées puis supplantées par celles en fer, métal le plus usuel et le moins cher depuis l'Antiquité ».

### Antiquité
Les conflits entre Lagash et Umma, en Mésopotamie, entre 2600 et 2350 av. J.-C., sont les conflits territoriaux les plus anciens pour lesquels on dispose d'une documentation. Il s'agissait toutefois de cas exceptionnel, les États émergeant dans cette période étant alors très rarement contigus et très peu densément peuplés.
La guerre est perçue à l'époque de la Grèce antique comme dépendant des dieux qui accordent ou non la victoire. Les divinités interviennent directement sur le champ de bataille dans la guerre de Troie racontée dans l'Iliade d'Homère,,. Des guerres marquantes sont par exemple la guerre lélantine, les guerres médiques, la guerre du Péloponnèse, les guerres des diadoques.
La civilisation latine est marquée aussi par de nombreuses guerres, dès la construction de la république romaine et liées à sa protection, comme la bataille du lac Régille, les batailles contre les peuples Italiques, Volsques, Èques et Sabins, guerre contre Véies, puis guerres puniques, des Gaules, liées à l'expansion.

### Moyen Âge
La guerre féodale revêt plusieurs aspects. À l'époque carolingienne, seuls les empereurs ou les rois mènent ou font mener la guerre par les comtes et les évêques de leurs pagi. Au milieu du Xe siècle, les seigneurs détenteurs de fiefs font la guerre pour leur propre compte, soit entre eux, soit contre le roi selon les liens de vassalité. L'ordre social et économique des militia se met en place avec l'adoubement et les châteaux forts qui servent à la chevalerie pour conduire ses campagnes militaires, ou pour asservir les paysans (thèses de l'enchâtellement). Face aux guerres, le lieu de culte devient église fortifiée.

### Déroulements historiques
Sur les aspects historiques de la guerre, voir les articles détaillés : Liste de guerres, Liste de batailles, Liste de sièges

## Causes

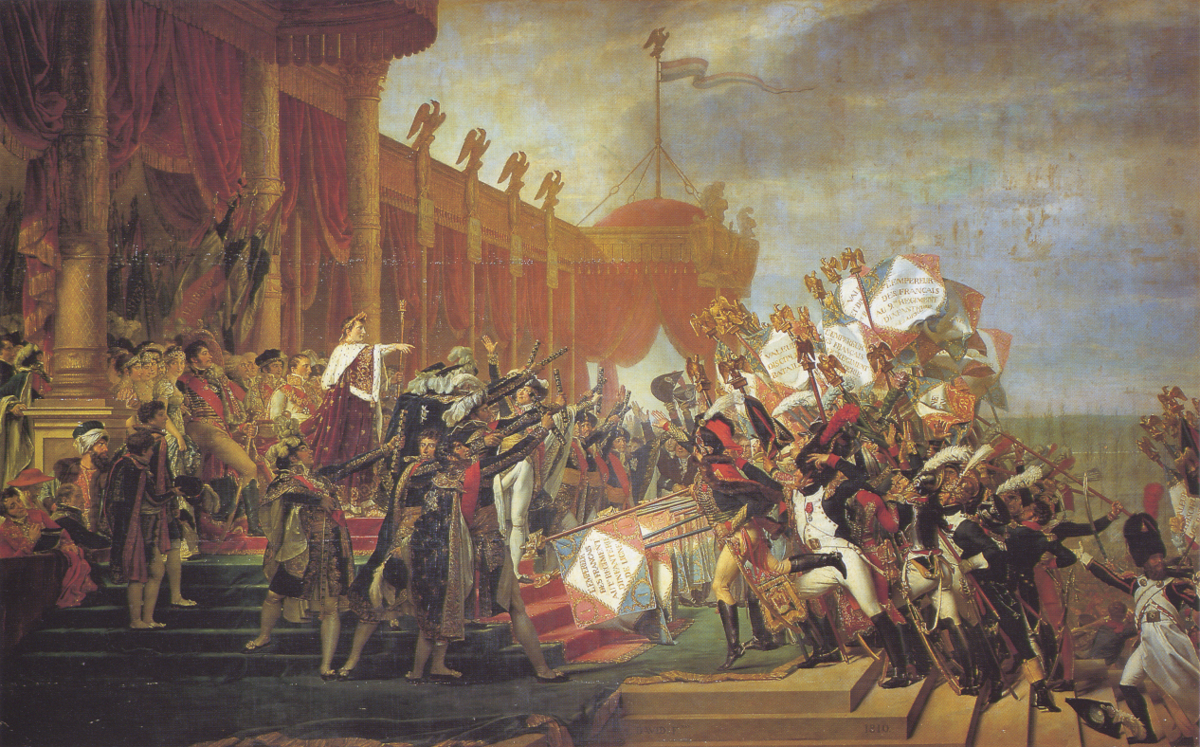
Jacques-Louis David : Le Serment de l'armée fait à l'Empereur le 5 décembre 1804. Dans tous les régimes, le pouvoir politique est au centre de la force militaire. Aujourd'hui en France, le chef des armées reste le président de la République.

### L'impérialisme ou la volonté de puissance étatique
Selon le théoricien prussien Carl von Clausewitz (1780-1831) : « la guerre est le prolongement de la politique par d'autres moyens ».
Cette théorie soutient qu'un conflit armé est « la suite logique d'une tentative d'un groupe pour protéger ou augmenter sa prospérité économique, politique et sociale aux dépens d'un autre ou d'autres groupe(s) » (Harris, p. 54). Soit une définition de la guerre impériale ou étatique, où l'attaquant se bat pour élever son niveau de vie au détriment des autres (les intérêts économiques sous-jacents peuvent être enfouis et cachés derrière des alibis politiques, raciaux et religieux). Dans cette approche l'État n'existerait que par son organisation politique - impérialiste à l'usage interne ou externe - capable de réaliser des guerres de conquête territoriale, d'agencement économique et de colonisation.

### La guerre comme «matrice» du corps social
La guerre est souvent une façon de ressouder une communauté contre un ennemi commun, de justifier le respect d'une forte discipline, voire d'acquérir ou conserver un pouvoir charismatique. Ces raisons rendent la guerre fréquente dans les dictatures et les États où les hommes subissent des évolutions politiques (ethnique), économiques ou techniques brutales. Il arrive cependant, bien que ce soit plus rare, que des démocraties se fassent la guerre entre elles aussi (voir la théorie de la paix démocratique).

### Être prêt à la guerre pour ne pas la faire
Le réalisme - dans une perspective de continuité politique - conduit à constater que le rapport de force est un élément de prévention et de dissuasion incontournable des relations humaines. Il faut donc savoir se montrer fort et afficher que l'on n'hésitera pas s'il le faut à déclencher la guerre et à la gagner. Ce que traduit le proverbe romain : Si vis pacem, para bellum (Si tu veux la paix, prépare la guerre) - maxime de la paix armée, ou bien l'aphorisme de Nicolas Machiavel : « une guerre prévisible ne se peut éviter, mais seulement repousser ».
Vision qui rejoint les idées de la plus ancienne civilisation chinoise : Invoquer de façon crédible l'arme de la guerre est l'un des moyens pour imposer sa volonté à un groupe ou à l'inverse d'y résister. Compte tenu que ce moyen est le moyen ultime le plus risqué et le plus coûteux, la victoire la plus intéressante est la plus discrète : celle où l'adversaire - bien que dominé - ne « perd pas la face ». Attitude formellement guerrière mais qui ne ferme pas les portes de la diplomatie.

### Loi de montée aux extrêmes
Alors que Hegel place les antagonismes « guerre ou paix » dans une oscillation animée entre opposition et réciprocité, Clausewitz, après ses études sur les guerres napoléoniennes, adopte un point de vue plus tranché et affirme que la guerre résulte d'une montée aux extrêmes (vers la guerre sans merci). La conscience malheureuse de Hegel n’était qu’une manière de prendre acte du fait que les hommes sont désormais identiques dans leurs désirs comme dans leurs haines, et ne sont jamais aussi près de se réconcilier que lorsqu'ils se font la guerre.

### Le fruit des passions humaines
Frédéric Gros, dans un livre paru en 2023, se réferre à Hobbes dans le chapitre XI du Léviathan qui a désigné le désir comme « inclination générale de l’humanité » et « perpétuel et sans trêve […] qui ne cesse qu’à la mort ». Le trouble du désir se manifeste par trois passions humaines causes des conflits interindividuels, de la violence, et par extension au niveau des états à la guerre : désir d’acquérir ce que l’autre a (cupidité) ; désir de conserver ce que j’ai (peur) ; désir de reconnaissance par tous (vanité).
René Girard souhaite « Achever Clausewitz » en montrant l'importance du désir mimétique, c'est-à-dire du désir de ce que l’autre possède : soit des objets réels, mais aussi (et surtout) le désir de s’approprier « l'Être » du rival devenu son modèle. Il s'agit alors devenir ce que devient l’autre quand il possède l'objet convoité (désir métaphysique rabaissé au niveau du désir mimétique). À partir du moment où il apparaît que l’un des deux rivaux domine, s'arme le ressort puissant du ressentiment, qui conduit rapidement au duel : « c'est lui ou c’est moi ». La guerre n'est donc qu'une forme de rivalité mimétique, transposée au niveau des groupes, dans laquelle la violence est canalisée vers l'extérieur de la communauté via le processus du bouc émissaire. La psychologie politique propose des analyses proches.
Dans son ouvrage La haine et le Déni, Anne Nivat reporter de guerre met en avant, comme « ressort caché » des guerres, le ressentiment en citant l'historien Marc Ferro « Tant que par impuissance, l'individu, le groupe, la nation ne peuvent réagir ils ruminent le ressentiment, donc la vengeance. [..] Qu'il soit individuel ou collectif le ressentiment a pour origine une blessure, une violence subie, un affront, un traumatisme, une humiliation dont on a pas eu réparation ».

### La domination
La domination ou le commerce fait d'agressivité et d'agression dont certains estiment que l'homme est attiré par les formes extrêmes de communication : une sorte de « commerce » (dans sa signification profonde ou exacte de mise en commun, de partage et d'échange) joué dans le registre de l'agressivité, de l'agression, de la Domination. Sont alors valorisée des formes atténuées de guerre comme la guerre économique (sous des dehors socialement et éthiquement plus acceptables), ou d'autres appétits de pouvoirs manifestés lors de luttes ethniques, de religions, de classe, etc. Dans ces nouveaux conflits, les nouvelles « armes » sont alors la capacité à trouver et manipuler les leviers les plus efficaces : l'argent, l'influence, l'information, la propagande…

## Racines anthropologiques

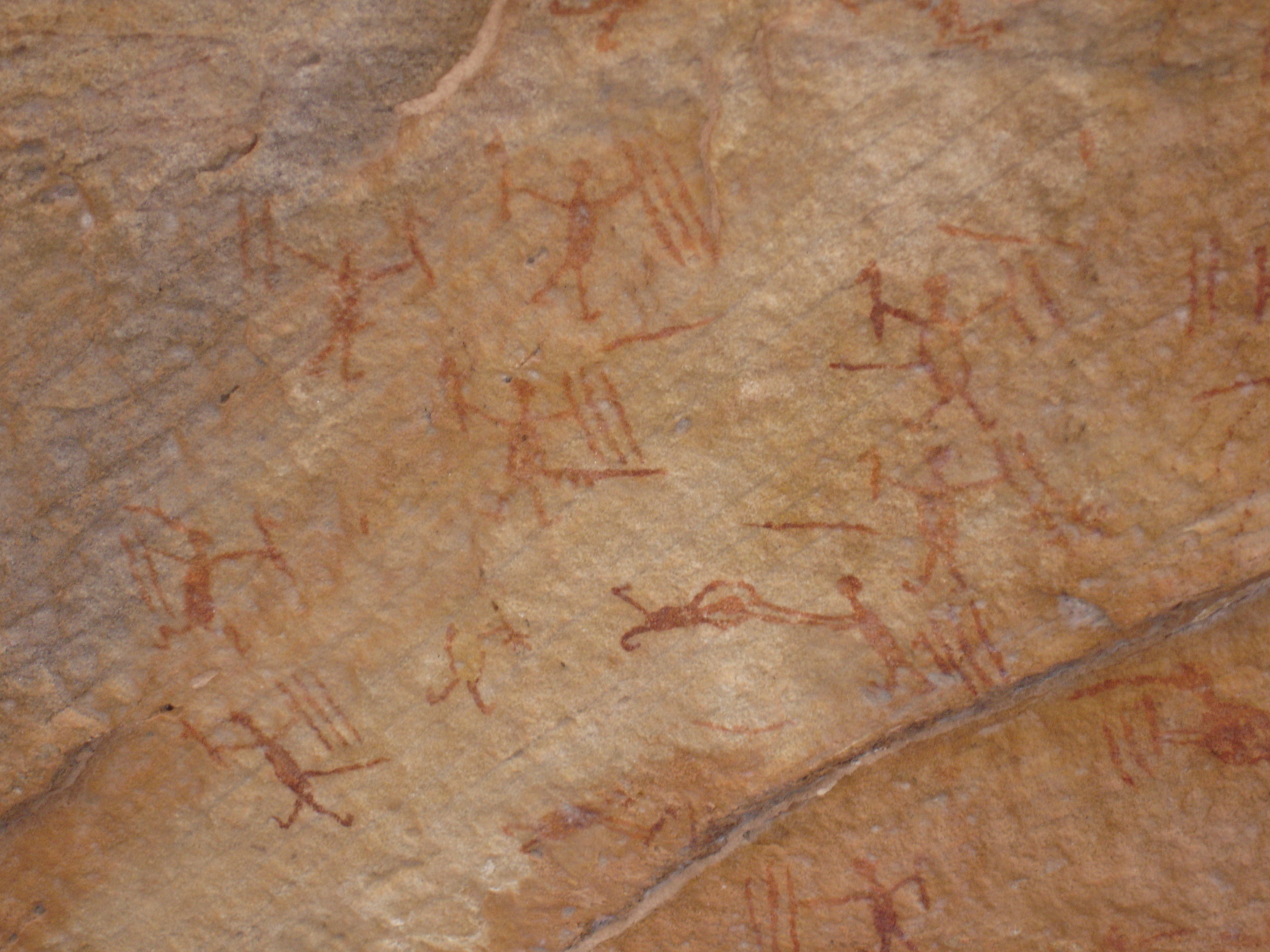
Scène de guerre peinte sur le site du parc national de la Serra da Capivara au Brésil.

L'anthropologue Marvin Harris de l'université Columbia propose une théorie sur les origines de la guerre dans les sociétés non-étatiques, tribales et villageoises. L'idéologie dominante dans notre société tend à blâmer l'individu pour la guerre sur une base prétendument biologique de la « violence innée » de la « nature humaine » (cf les notions de péché originel ou d'« instinct de mort »). Selon Marvin Harris, ce point de vue simpliste n'aurait pour seul objectif de nous exonérer toute responsabilité dans notre conduite envers autrui. Si d'ailleurs la guerre était si naturelle, pourquoi tant d'efforts de propagande pour « dresser » les uns contre les autres et les faire s’entre-tuer ? Le « dressage » désignant ici le basic training qui dès l'enfance dans la famille, la parenté, l'école, le milieu social conduit à travers les jeux et les divertissements apparemment les plus inoffensifs, fait naître la coopération ou la compétition avec le rejet et le déni de l'autre.
Harris recense quatre théories, selon lui les plus communes, sur l'origine de la guerre :
1. La guerre comme facteur de cohésion sociale.
Tant du point de vue de l'attaquant que de l'attaqué, la guerre semble contribuer à maintenir ou restaurer la cohésion sociale d'un groupe ou pays. Dans l'Histoire, il est patent que nombre de guerres se déclenchent au prétexte et dans le but unique (et souvent réussi) de resserrer les rangs derrière le destin supérieur de la patrie : Faire l'« union sacrée », et soutenir celui qui apparaît alors comme son meilleur défenseur : le chef. Ainsi Otto von Bismarck, rêvant de l'unité allemande incite-t-il la guerre franco-allemande de 1870. L'Allemagne n'est à l'époque qu'une confédération d'États indépendants. Mais la guerre contribue fortement à unifier l'Empire allemand sous la couronne prussienne. D'où l'avènement de l'Allemagne bismarckienne qui domine seule l'Europe continentale pendant près de trente ans. Le Mal nécessaire : satire du bellicisme, par Caran d'Ache (vers 1905) (cliquer pour agrandir). ;

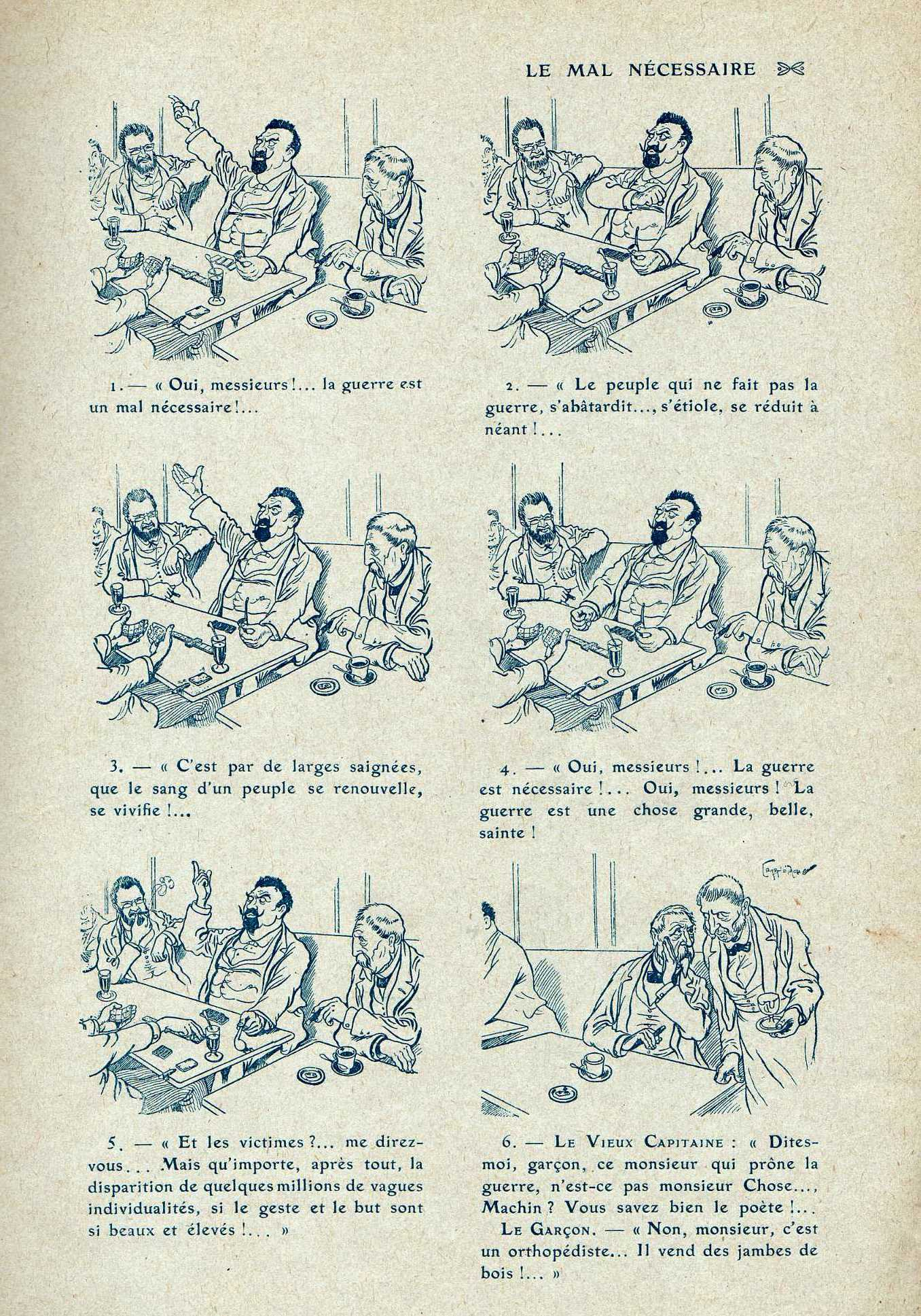
Le Mal nécessaire : satire du bellicisme, par Caran d'Ache (vers 1905) (cliquer pour agrandir).

2. La guerre comme jeu,
Harris veut démontrer que les gens, les hommes surtout, sont élevés dans le culte et la croyance de la guerre comme une activité anoblissante, flamboyante et glorieuse, avec un substitut qui est la compétition sportive collective. L'histoire montre qu'on peut être élevé à prendre plaisir à pourchasser d'autres personnes et à les tuer, à les détester et les haïr ou bien à se révolter contre les résultats de tels actes. Si on croit que les valeurs belliqueuses sont sources des guerres, alors le problème crucial et critique devient celui de spécifier les conditions dans lesquelles des personnes sont amenées à valoriser et à révérer la guerre. La théorie de la guerre comme jeu trouve là sa limite. Comme activité ludique, le jeu est une représentation du type « théâtral » et prépare à la guerre en la glorifiant et en la valorisant ;
3. La guerre comme produit co-substantiel de la nature humaine
Du point de vue de la nature humaine, les « pulsions » innées (d'origine génétique) et/ou acquises (d'origine culturelle), seraient censées expliquer, au-delà de la pulsion de mort, pourquoi l'humain serait programmé pour tuer.
Cette soi-disant théorie d'un universel « instinct de meurtre » est insoutenable même dans une société en guerre.
Cette théorie de l'instinct de mort ou pulsion de mort néglige l'environnement bio-physico-chimique et le contexte culturel, historique et social dans lesquels les tueries et les guerres prennent place. Et ce, aussi bien dans la signification française de « ne pas savoir » que dans la signification anglaise de « ne pas vouloir savoir ». L'argument de la « nature humaine », réincarnation du déterminisme génétique de la sociobiologie qui va aussi loin que proclamer le viol comme un acte logique dans l'intérêt du « succès reproductif » du violeur, se contredit lui-même car guerre et tueries ne sont pas universellement et en tous temps admirées et pratiquées par les humains (il s'en faut heureusement de beaucoup !).
De plus, il y a un abîme entre la quantité distribuée de violences et les « lois de la guerre ».
L'être humain est bien entendu capable de devenir dangereusement agressif en apprenant à jouir et à se réjouir de la guerre et de l'exercice de la cruauté. Mais « Le « quand » et le « comment » nous devenons agressifs est largement plutôt sous le contrôle de nos cultures que de nos gènes », écrit Harris (p. 54), dans le vieux débat scientifique entre l'inné et l'acquis (ou du déterminisme génétique contre le déterminisme culturel) ;
4. La guerre comme continuation de la politique (cf. Clausewitz entre autres).

## Racines sanitaires
Selon Robert C Bransfield, une guerre, comme tout autre forme de violence, n'a jamais une cause unique. Parmi les facteurs de causalité des bouffées de violences individuelles et collectives figurent des facteurs bien connus tels que la recherche de gains de pouvoir économique, religieux, nationaliste ou territorial, le racisme, la vengeance, des raisons civiles ou révolutionnaires, ou parfois défensives.
Mais cet auteur invite aussi à ne pas sous-estimer l'importance de certains facteurs qui affectent la santé mentale.
R. C Bransfield note que la violence cesse rarement tout à fait à la fin des guerres. D'une part des volontés de vengeance peuvent couver et l'accès aux armes à feu facilite désormais, de manière générale, le passage à l'acte de tuer ; ainsi « plus d'Américains sont morts par armes à feu aux États-Unis depuis 1968 que sur les champs de bataille de toutes les guerres de l'histoire des États-Unis », et des armes de destruction massive de plus en plus sophistiquées existent.
D'autre part les neurosciences ont clairement montré que certaines déficiences cérébrales prédisposent ou accroissent le risque de violence (ce sont les cas de lésions du cortex préfrontal ventromédial droit, qui altère nos capacités d'empathie, ou des lésions du cortex frontal orbital et d'autres zones qui désinhibent les pulsions violentes.
Certaines drogues, médicaments, l'alcool, ou certains produits toxiques (plomb, facteur de saturnisme) peuvent également désinhiber les pulsions violentes voire meurtrières. R. C Bransfield note que le contexte des guerres favorise la prolifération de maladies infectieuses et éventuellement émergentes, quand des soldats ou des réfugiés pénètrent des zones hébergeant des pathogènes locaux contre lesquels ils ne sont pas immunisés, la surpopulation des camps, la dénutrition et malnutrition, le manque d'eau et diverses privations ainsi qu'un stress élevé et un stress post-traumatique caractéristiques des guerres favorisent des maladies infectieuses et émergentes, parfois chroniques, notamment chez les soldats, les prisonniers, les réfugiés et dans la population générale. Les épidémies qui suivent les guerres font parfois bien plus de morts que la guerre elle-même ; comme on l'a vu avec la peste d'Athènes qui a suivi la guerre du Péloponnèse (429 av. J.-C.), la peste bubonique, propagée par les Vénitiens fuyant Kaffa en 1347, l'apparition de la syphilis en 1494/1495 avec le retour des troupes françaises revenant de Naples et/ou des marins et soldats ayant accompagné Christophe Colomb et revenus du Nouveau Monde, le typhus induit par la retraite de Russie de l'armée Napoléonienne (1812), la pandémie de grippe espagnole qui a tué bien plus d'humains que la Première Guerre mondiale, le typhus et le paludisme favorisés par la guerre de Corée, le paludisme cérébral apparu chez les vétérans du Viêt Nam ou les mycoplasmoses et d'autres troubles rapportés par les vétérans de la guerre du Golfe. Les tranchées de la guerre 14-18 ont vu converger des soldats des cinq continents exposés aux maladies à transmission vectorielle véhiculées par les rats, mouches, poux, puces et moustiques et à des maladies telles que le pied des tranchées, la fièvre des tranchées (causée par Rickettsia quintana à poux, ensuite rebaptisées Bartonella quintana), une gamme d'helminthes, des parasites intestinaux (y compris Ascaris, Trichuris, Capillaria et Taenia spp.), Le typhus, le choléra, la tuberculose, la fièvre typhoïde, la dysenterie, la scarlatine, la diphtérie, la rougeole, la coqueluche et la variole n'étaient pas rares.
Le viol, la prostitution et les violences sexuelles exacerbés par les guerres favorisent en outre les maladies vénériennes. Les guerres coloniales ont mis en contact de nombreux soldats avec le paludisme et bien d'autres maladies tropicales.
La maladie de Lyme et d'autres maladies à tiques n'étaient pas encore reconnues mais étaient probablement présentes lors de la Première Guerre mondiale où environ cinq millions d'encéphalites léthargiques ont été déclarées dont un tiers conclues par un décès, ou laissant de graves séquelles neurologiques chez les survivants. 800 000 personnes sont mortes de tuberculose en Allemagne entre 1914 et 1920. Le typhus, réapparu en 1917 a tué environ trois millions de personnes (dans des camps de réfugiés surtout) et est resté épidémique dans la décennie 1920. Beaucoup d'infections ont emporté les blessés et prisonniers de guerre ou des réfugiés pendant, mais aussi après la Première Guerre mondiale,.
Après l'armistice de 1918 la grippe dite espagnole est devenue une pandémie qui a touché environ 500 millions de personnes (un cinquième de la population mondiale) et tué 50 millions d'humains (plus que la peste noire médiévale) ; trois fois plus que les 16 millions de militaires et civils tués durant les 5 ans de guerre. On sait maintenant que ces infections, combinées à d'autres stress, alimentaires et socioéconomiques ont été sources d'invalidités et de déficiences mentales qui ont, parmi d'autres facteurs, contribué à l'arrivée de la Seconde Guerre mondiale. Des millions de soldats avaient inhalé des fumées de tir et ingéré du plomb et du mercure issus des munitions, deux métaux connus pour affecter la cognition et le fonctionnement cérébral, notamment chez l'enfant, l'embryon et le fœtus, in utero, et ils ont aussi respiré des gaz de combat toxiques ; « combien des 450 millions de personnes qui ont guéri de la grippe espagnole ou d'autres infections associées à la Première Guerre mondiale avaient des troubles neurologiques résiduels qui augmentaient leur risque de violence ? » se demande R.C Bransfield ; Il est impossible de rétrospectivement calculer ce chiffre, mais la neuropsychiatrie a largement prouvé depuis que certaines des infections favorisées par la Première Guerre mondiale augmentent l'agressivité chez certains patients. La grande Catherine de Russie, Joseph Staline ou Adolf Hitler pourraient tous avoir eu la syphilis,,,, et Hitler pourrait avoir conservé des séquelles de la grippe espagnole, de la syphilis, d'une encéphalite léthargique, d'une maladie de Lyme et/ou de l'exposition aux gaz toxiques. En particulier des symptômes de parkinsonisme sont bien documentés chez Hitler, pouvant évoquer un syndrome parkinsonien post-encéphalitique induit par la grippe espagnole ou une encéphalite léthargique.
Des troubles mentaux séquelles de maladies infectieuses favorisées par la Première Guerre mondiale auraient ainsi pu altérer le comportement et le jugement de dictateurs tels qu'Hitler ou Staline et bien d'autres anciens soldats ou acteurs de la Première Guerre mondiale, des deux côtés du conflit, en aggravant la conflictualité des relations entre parties de la Seconde Guerre mondiale, et des séquelles épigénétiques sont encore théoriquement possibles sur plusieurs générations.
On sait que certains infections (éventuellement chroniques) génèrent des dépressions, de l'irritabilité, une diminution des niveaux de tolérance, une altération du contrôle des impulsions, de la paranoïa et parfois de la violence physique.

## Typologie
On peut mettre en avant les typologies suivantes :
- les guerres inter-étatiques :
  - guerre d'agression ou guerre de conquête
« La ville, et a fortiori la capitale, doit être prise, car elle est le lieu où s’incarne la volonté de poursuivre la guerre, à travers les institutions politiques, les symboles qui les représentent et les leaders qui les dirigent, mais aussi l’opinion publique. L’objectif stratégique de tout envahisseur n’est pas tant d’anéantir les forces militaires adverses que de contraindre l’État ennemi à capituler. Il s’agit d’abattre sa force morale, politique et économique, de priver ses dirigeants des ressources et de l’appui de la société civile »[50],
  - guerre totale
La guerre totale mobilise toutes les ressources disponibles de l'État, sa population autant que l'économie, la politique et la justice. Elle vise à détruire la totalité des ressources du belligérant adverse, elle provoque des destructions combinées civiles autant que militaires. Elle impose une gestion étatisée et centralisée, et par le contrôle de l'arrière et des opinions publiques au moyen en particulier de la propagande. La guerre totale ne tient compte d'aucun droit ou convention de guerre. Elle se traduit par des pertes humaines civiles très importantes ;
- la guerre économique
- la guerre psychologique
- les guerres civiles

Les guerres internes à un pays en cause mettant aux prises une partie de la population contre l'autre sont qualifiées de guerre civile. Chacun voit dans son ennemi, et même en celui qui voudrait rester neutre, un traître avec lequel il n'est plus possible de cohabiter et avec lequel aucun compromis territorial n'est possible (comme cela serait possible avec un ennemi étranger). C'est pourquoi l'unique issue envisagée est bien souvent l'anéantissement de l'autre et de ses alliés réels ou potentiels (y compris femmes et enfants), avec emploi de la terreur, ce qui rend ces guerres meurtrières et sans merci[réf. nécessaire],

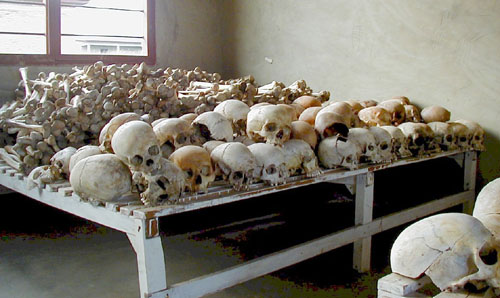
Le génocide des Tutsis au Rwanda opposa les deux ethnies principales du pays en 1994, et fit 800000 morts, en majorité tutsis, en une centaine de jours.

le statut juridique d'une guerre civile ne permettait pas initialement aux puissances étrangères et aux institutions internationales, comme l'ONU d'intervenir,
l'intervention de la communauté internationale dans le règlement des guerres civiles fluctue au cours du temps suivant l'implication ou non d'une puissance faisant partie du conseil de sécurité, les rapports de force géopolitiques, les risques d'extension des conflits,
on peut citer à titre d'exemple les guerres de Yougoslavie, la guerre de Libye, la guerre du Mali où les implications internationales diffèrent ;
- la guerre de religion
- la guerre révolutionnaire
- la guerre d'indépendance
- la guerre coloniale

une guerre poussée par une puissance étrangère peut être déguisée en guerre civile pour masquer l'agression. La France a déguisé sa reconquête coloniale en Indochine en guerre civile avec la création d'un État vietnamien indépendant en 1948, durant la première Guerre d'Indochine d'indépendance. Les États-Unis qui ont « aidé » la République du Viêt Nam en lutte contre la République démocratique du Viêt Nam pendant la deuxième guerre d'Indochine ou guerre du Viêt Nam[réf. nécessaire]. Pour ce faire, il faut et il suffit mettre en place un gouvernement, à la solde de la puissance étrangère, qui demande à l'aide. La puissance étrangère peut, à la suite de cet appel, intervenir en donnant un vernis de légalité dans les affaires intérieures d'un État souverain ;
- la guerre froide

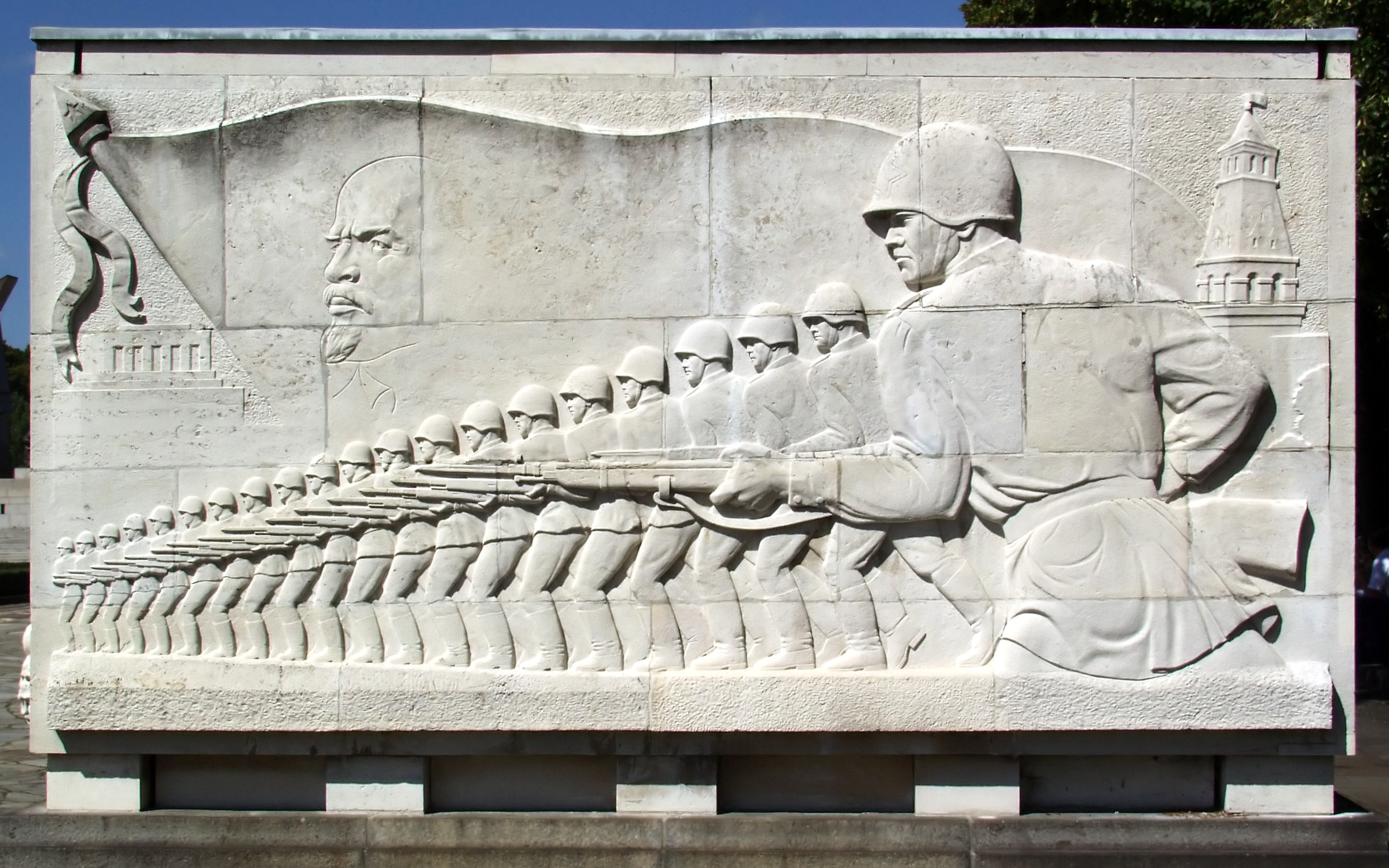
Ancien monument soviétique à la gloire de la force armée à Treptow (Berlin).

cette guerre n'en est pas vraiment une mais correspondrait plutôt un conflit inscrit dans une perspective de long terme, où plusieurs nations (importantes et en paires généralement) se font face et se disputent le marché ou sont prêtes à se déclarer la guerre pour des enjeux économiques ou géopolitiques majeurs. L'exemple de référence est celui du conflit qui a régné pendant une cinquantaine d'années entre les États-Unis et l'Union soviétique lorsque ceux-ci se disputaient la supériorité militaire puis la conquête de l’espace.

## Analyse structurelle

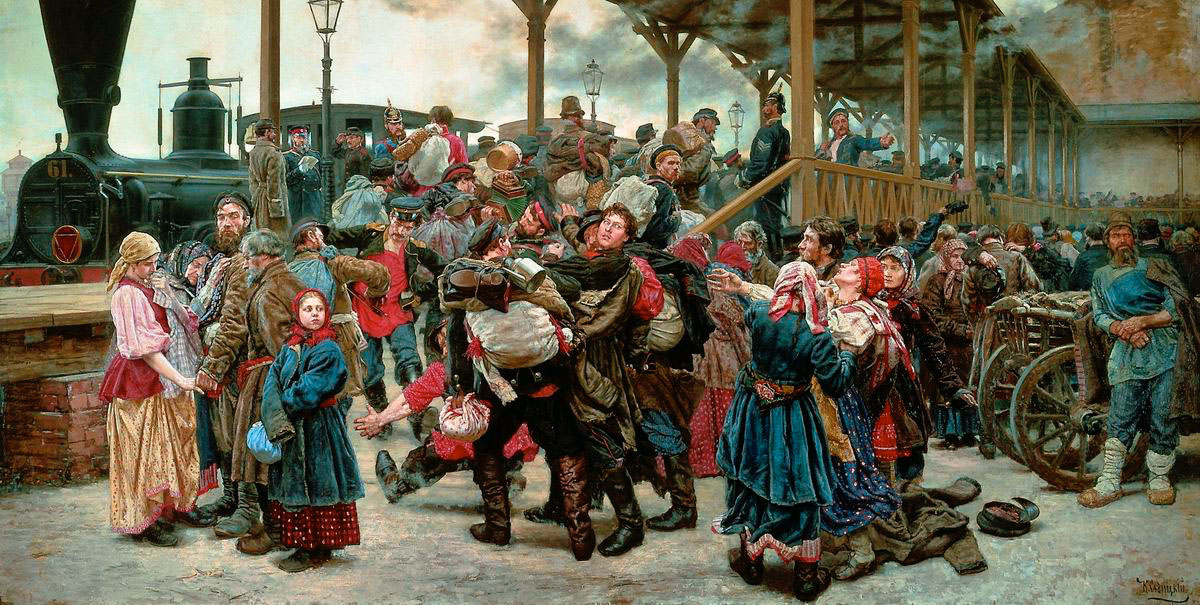
Vers la guerre, peinture de Konstantine Savitski en 1888 illustrant la mobilisation.

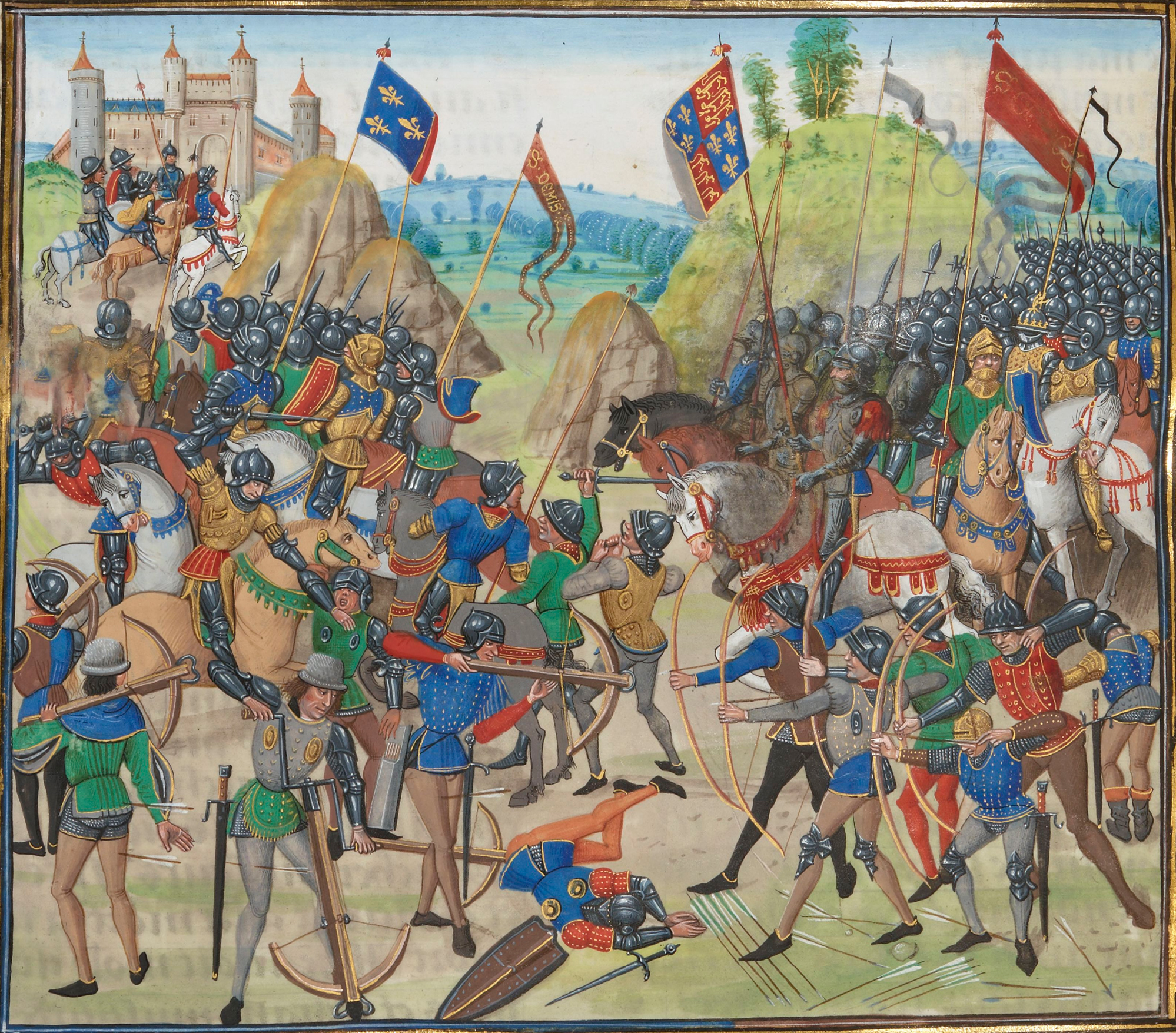
Bataille de Crécy, enluminure du XVe siècle.

La guerre est un fait social global et non pas une simple manifestation de la violence humaine : elle requiert une organisation des hommes, une convergence de leurs forces, vers un objectif unique. D'où cinq niveaux principaux d'organisation (et même, pour certains auteurs, de sept en ajoutant le niveau des valeurs constitutionnelles et celui de la politique intérieure) :
1. Le niveau politique : il initie la guerre lorsqu'on la juge souhaitable ou du moins nécessaire. Lorsqu'elle estime ne plus pouvoir tolérer une situation, ni obtenir satisfaction, la politique décide de l'entrée en guerre, de manière à obtenir la décision (l'acceptation par l'adversaire des termes qu'on veut lui imposer) ;
2. Le niveau stratégique : la conduite de la guerre impose le niveau intermédiaire qu'est la stratégie. ce niveau est nécessaire pour rendre plus efficace et plus soutenable le terrible effort de guerre, pour le rationaliser et le rendre plus « efficient ». Parce que la guerre est un phénomène extrêmement grave et ne peut être laissé au hasard, elle se doit d'être pensée : ce que fait la stratégie en planifiant, organisant et rationalisant l'utilisation des forces ;
3. Le niveau opératif : niveau de la campagne et de la position avantageuse obtenue par les opérations ;
4. Le niveau tactique : niveau de la bataille et du rapport de force qui, par la fortune des armes, donnera raison politiquement à celui des deux belligérants qui aura su faire fléchir l'autre.

Alors que le rôle de la stratégie est d'apporter à la politique le moyen le moins coûteux d'accéder à la décision (en indiquant la façon dont on use de la diplomatie, de l'économie, de la politique, de la force), celui de la tactique est de réaliser ce que lui ordonne la stratégie pour obtenir cette décision. Pour simplifier, la tactique est l'art de gagner les batailles alors que la stratégie est l'art de gagner la guerre, en décidant quand, où et comment faire les batailles.

### Niveau politique
Si l'on soustrait de la guerre l'aspect psychologique de la haine et de la violence (ce que l'on fait, comme vu plus haut, dans la théorie classique), la volonté politique précède nécessairement la volonté de violence elle-même, et plus encore la réalisation de cette violence. La guerre commence alors bien avant qu'on l'imagine pouvoir éclater, puisqu'elle naît en amont sur le papier, d'ambitions et de nécessités rationnelles :
- « la guerre est la continuation de la politique par d'autres moyens », Général Carl von Clausewitz ;
- « la violence est donc un outil dont dispose la politique pour arriver à ses fins. Généralement elle n'est qu'un dernier recours dans le cadre d'une stratégie plus globale (regroupant tous les moyens d'action), car l'objectif du stratège est d'imposer sa volonté, et non pas de gagner des batailles », Sun Zi[52] ;
- « l'idéal est que votre adversaire se plie à votre volonté sans que vous ayez à utiliser la force », Sun Zi dans L'Art de la guerre ;
- « le conquérant aime toujours la paix ; il entre volontiers tranquillement dans notre pays, d'autant plus qu'il n'a pas à faire la guerre », Clausewitz.

#### Déclaration de guerre
Dans les pays développés et démocratiques, où l'État se caractérise de plus en plus par sa fonction abstraite d'« administrateur de la société », on peut effectivement penser que cette appréciation de la guerre comme calcul froid de la nécessité politique correspond à la réalité. Cependant, lorsque le pouvoir se confond avec la personnalité de celui qui l'exerce, la rationalité de la volonté politique a tendance à laisser place à l'irrationalité de l'autocratie, car un despote sera beaucoup plus enclin à considérer la guerre comme une affaire personnelle. Mais l'on remarque que même dans ce dernier cas, on ne peut affirmer que la politique n'est pas à l'initiative du conflit, puisqu'en dictature la volonté personnelle devient la substance même de la politique.

« La guerre éclate lorsque les États n'ont plus une conscience claire de leurs devoirs, une intelligence nette de leurs droits, une notion exacte de leurs intérêts respectifs. Ils ne peuvent plus arriver à une entente commune, ils ne peuvent plus accepter les lois que leur traçait le droit des gens en temps de paix : ils s'y soustraient. La guerre est l'acte politique par lequel des États, ne pouvant concilier ce qu'ils croient être leurs devoirs, leurs droits et leurs intérêts, recourent à la lutte armée, et demandent à cette lutte de décider lequel d'entre eux étant le plus fort pourra en raison de sa force imposer sa volonté aux autres. »

— Funck-Brentano et Sorel

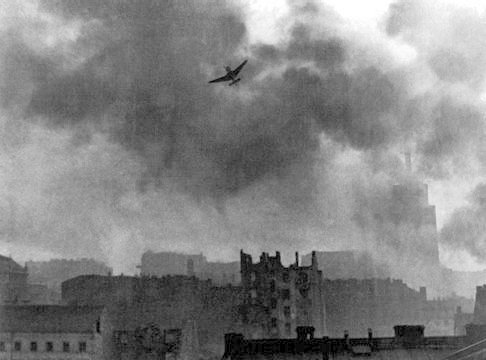
Stuka survolant les ruines de Varsovie lors de son soulèvement en 1944. La ville est sortie rasée à 85 %, meurtrie par la guerre totale.

Par sa nature destructrice, la guerre implique un coût très important et il faut des motivations importantes et suffisantes pour initier un conflit. Comme tous les phénomènes sociaux extrêmes, ces motivations sont en bonne part de nature psychologique, mais la volonté de destruction s'est peu à peu rationalisée au cours du temps pour devenir un outil au service de la volonté politique. Celles-ci peuvent-être :
- l'agrandissement de la nation ou le renforcement de sa puissance : par la conquête territoriale, la guerre coloniale ;
- l'affaiblissement voire l'anéantissement d'une nation ou d'un groupe humain jugé fondamentalement hostile ou nuisible : la guerre d'extermination, le génocide ;
- l'accès ou la défense d'intérêts vitaux : ressources précieuses ou indispensables telles que l'eau, le pétrole ; des villes ou régions productives ou peuplées ; des voies de communications comme les détroits, les canaux, des débouchés sur la mer ;
- la défense d'une morale, d'une justice ou d'un droit international : obtenir par la force le respect d'accords internationaux, ou du droit international (depuis la création de la SDN et de l'ONU), porter secours à un État « injustement » attaqué (en honorant un pacte d'alliance par exemple), porter secours à des populations victimes de leur État ou que leur État ne peut protéger (principe du droit d'ingérence, guerre humanitaire) ;
- l'affirmation ou la défense d'une idéologie, d'une religion ou d'un mode de vie (culturel) : ériger un système politique, social ou culturel présenté comme le meilleur.

À ces motivations matérielles et réfléchies qui peuvent encourager le recours à la force, s'ajoutent d'autres motivations d'origines psychologiques et plus instinctives, d'autant plus courantes que le pouvoir est personnalisé :
- renforcer le prestige de la nation ;
- obtenir réparation d'un affront, porté à l'encontre du dirigeant, de l'État ou la nation ;
- comme vu plus haut, renforcer la cohésion du groupe ou de la nation grâce à la création d'un ennemi commun. En éliminant les divisions, le consensus national peut légitimer un pouvoir charismatique (cas de la Junte argentine qui déclenche opportunément la guerre des Malouines), ou faire oublier une impasse politique sans la régler (éventuellement inconsciemment et ce qui serait pour Jean Jaurès : « naturel au capitalisme »).

#### Origine de la violence en politique
On peut décrire l'origine de la violence en politique de la manière logique grâce au schéma suivant : quand la politique souhaite obtenir quelque chose d'un groupe social sur lequel elle n'a pas autorité (ce peut être un autre État), il lui faut son acceptation, ce que l'on nomme la décision en stratégie. La seule et unique manière d'y parvenir est de convaincre (voir la section niveau stratégique) l'autre qu'il est de son intérêt de répondre favorablement aux demandes qui lui sont faites :
- soit par des propositions attrayantes (influence positive) ;
- soit par la menace (influence négative) qui fait comprendre qu'un refus serait désavantageux.

Dans les deux cas il s'agit de faire accepter des conditions imposées. Si l'argument de la menace lui-même ne fait pas son effet, deux solutions se présentent alors :
- le statu quo parce que mettre les menaces à exécution imposerait un coût plus important que le gain espéré (« le jeu n'en vaudrait pas la chandelle ») ;
- le conflit car il semble rentable malgré les coûts, il y a alors confrontation.

Il faut donc en conclure, et c'est essentiel, que lors d'un litige entre des entités politiques indépendantes, toute décision et toute situation qui résulte de la confrontation de leurs volontés respectives, y compris l'usage de la violence, est considérée par tous les protagonistes comme étant le choix le meilleur.

### Niveau stratégique
La stratégie est selon le général André Beaufre : « l'art de la dialectique des volontés employant la force pour résoudre leur conflit ». Alors que le niveau politique formule une volonté, le rôle de la stratégie est de réfléchir aux moyens d'amener l'adversaire à y répondre favorablement, ce que l'on nommera la décision. Pour le Général Beaufre, dans la dialectique des volontés, la décision est un événement d'ordre psychologique que l'on veut produire chez l'adversaire : le convaincre qu'engager ou poursuivre la lutte est inutile. Le but de la stratégie est donc : « d'atteindre la décision en créant et en exploitant une situation entrainant une désintégration morale de l'adversaire suffisante pour lui faire accepter les conditions qu'on veut lui imposer ». On admet généralement que le but de la stratégie est ni plus ni moins que de « gagner la guerre », d'où la formule prêtée à Clausewitz de « la décision par la bataille victorieuse ». La réalité est plus subtile : n'oublions pas que la décision est psychologique, et qu'il faut « convaincre qu'engager ou poursuivre la lutte est inutile », d'où cette réflexion de Lénine analysant Clausewitz : « retarder les opérations jusqu'à ce que la désintégration morale de l'ennemi rende à la fois possible et facile de porter le coup décisif ». Ainsi, il ne suffit pas d'être le plus fort pour gagner la guerre, mais de démoraliser le pouvoir adverse et c'est ce qu'apprirent à leurs dépens les États-Unis lors des guerres du Viêt Nam, de Somalie, d'Afghanistan ou encore d'Irak. D'ailleurs, la stratégie dans les guerres insurrectionnelles devient de plus en plus un cas d'école, et elle sera présentée ci-après.

#### Moyens de la stratégie
L'art de la stratégie réside précisément dans la subtile confrontation entre d'une part, les capacités d'influence sur l'adversaire, positives ou négatives, et d'autre part, l'évaluation des coûts inhérents aux moyens à disposition pour effectuer cette influence. L'influence peut être négative pour l'adversaire : destruction de ses forces et de ses biens, ou peut être positive : proposition de traité de commerce, négociation avantageuse ; la conjonction de ces moyens d'influence doit permettre une meilleure efficacité au rapport des coûts qu'impliquent chaque combinaison possible, entre techniques d'influence négative et positive, c'est donc « jouer de la carotte et du bâton », en fonction des prix et de l'efficacité de la carotte et du bâton. Pour l'exemple, on peut imaginer qu'une phase destructrice qui apparaisse catastrophique à l'ennemi, soit suivie d'une proposition de paix dotée d'avantages inattendus, proférant alors un caractère providentiel à ce qui ne sont que des exigences. Nous voyons qu'ici, la stratégie tient à un choix subtil, émanant d'une réflexion qui vise à faire converger vers un objectif des moyens parfois contradictoires, ce choix constitue l'art de la stratégie.
« Là est donc l'intelligence de la stratégie, ses moyens sont de complexes combinaisons de techniques d'influence, mais pour les élaborer, il faut analyser l'effet moral décisif et savoir qui on veut convaincre ». Dans le cas d'un gouvernement central, on peut choisir d'agir directement sur ses dirigeants et sur ce qui fait leur capacité d'influence (attaquer ou arrêter les personnes dirigeantes, leur administration, ou plus souvent leur propre capacité d'action : l'armée ennemie), ou bien sur un tiers qui a une influence sur eux (une organisation internationale comme l'ONU, des alliés influents, ou la population : solution particulièrement efficace dans une démocratie ou une société très divisée politiquement ou ethniquement). S'il faut convaincre non pas un gouvernement unique et centralisé, mais une constellation de personnalités ou un groupe (population, ethnie, groupe religieux, mouvance idéologique…), la stratégie comporte d'autant plus de variables et de complexité que le pouvoir adverse est décentralisé voire totalement explosé, car dans ce cas la décision doit être obtenue d'un ensemble d'individus, avec tout l'arc-en-ciel de sensibilité et d'intelligence stratégique qui le compose.

#### Modèles stratégiques
Il y a victoire de la stratégie lorsque l'adversaire décide d'arrêter ou de ne pas engager le combat, c'est-à-dire dès lors qu'il y a démoralisation de son pouvoir décisionnaire. Or, suivant qu'un conflit est interétatique ou insurrectionnel, qu'il est de l'ère pré-nucléaire ou post-nucléaire, les moyens susceptibles d'arriver à cette fin sont très différents.

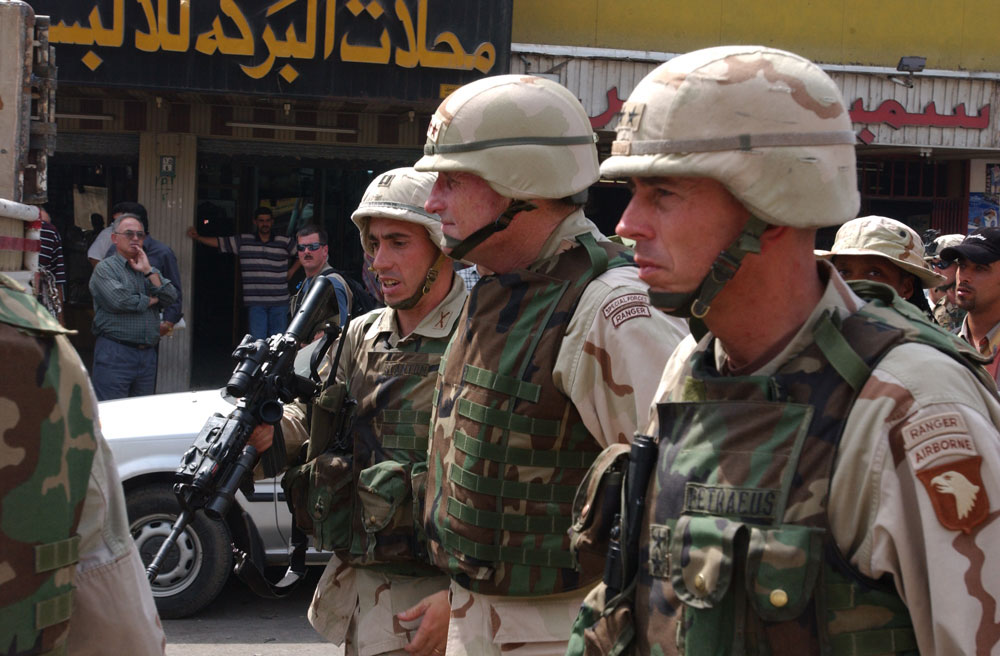
David Petraeus avec ses hommes en Irak, 2 août 2003. La guerre d'Irak était au départ un conflit entre deux États (États-Unis contre État irakien dirigé par le dictateur Saddam Hussein), mais s'est muée peu à peu en guerre insurrectionnelle, lorsque la population refusa ce qu'elle considérait comme une occupation étrangère. Incapable d'analyser le changement de stratégie de l'ennemi, l'armée américaine, pourtant d'une puissance tactique inégalée, fut plusieurs années considérée comme perdante au niveau stratégique.

Le paradigme de la guerre industrielle entre États monopolise grandement la réflexion stratégique encore aujourd'hui, car il est tentant de penser que disposer d'une armée « puissante » selon les critères traditionnels (une armée de masse) autorise à se sentir prémuni de tous les types de guerre. L'armée américaine, de très loin la plus puissante au monde selon la définition classique, ne peut pourtant se permettre d'obtenir la décision que très rarement et difficilement dans les conflits insurrectionnels, autrement dit, elle ne peut pas gagner une guerre non conventionnelle avec des stratégies conventionnelles. Et c'est ce qu'a démontré le général Petraeus à travers ses réflexions sur la guerre contre-insurrectionnelle.
Les raisons de ce paradoxe encore mal compris sont les suivantes : la capacité des armées et plus généralement des politiciens à obtenir la décision a subi des mutations considérables au cours de l'histoire, en particulier en raison de l'évolution des possibilités opérationnelles qui résultaient de l'armement, de l'équipement (évolutions des technologies) et des méthodes de guerre et de ravitaillement, mais surtout à cause des stratégies préférées par l'adversaire en fonction de ses propres caractéristiques politiques et sociales. Or cette évolution inéluctable fut rarement comprise, au contraire, l'évolution à généralement surpris les deux adversaires, qui durent en tâtonnant rechercher les solutions nouvelles menant à la décision. De là vient l'idée que « les stratèges se préparent toujours pour la guerre précédente ». L'exemple le plus surprenant pourrait être celui de la ligne Maginot, gigantesque structure à objectif défensif héritée des dogmes de la Première Guerre mondiale (guerre défensive de position), totalement incapable de protéger la France de la stratégie de guerre éclair offensive des armées nazies (guerre offensive et décisive très dynamique, mécanisée et aéroportée).
L'évolution la plus importante de ces dernières décennies parait être l'apparition de la force nucléaire, dont les caractéristiques foudroyantes ont totalement bouleversé les lois de la guerre, d'où la naissance d'une nouvelle stratégie ; mais l'atome n'est pas la seule révolution, et la stratégie de guérilla, utilisée par le terrorisme, est elle aussi capable de mettre en échec des armées industrielles conventionnelles.
Sont analysées ci-dessous les trois stratégies principales, s'adaptant chacune aux moyens dont on dispose et à l'ennemi à combattre. Aucune n'est meilleure que l'autre dans l'absolu, et aucune ne peut s'adapter à toutes les situations.

##### Stratégie classique

Napoléon sut mettre en déroute la plupart des armées européennes et fit de la France un empire pour quelques années, grâce à son génie militaire et une armée plus nombreuse qu'aucune autre. Ses stratégies furent analysées et théorisées par Carl von Clausewitz, général de l'armée prussienne battue par la France. Les stratégies issues de l'ère napoléonienne furent longtemps enseignées au sommet de l'apprentissage des écoles militaires.

Dans la stratégie militaire classique, la guerre fut toujours comprise comme un rapport de force interétatique. Ainsi Hegel, contemporain des guerres napoléoniennes qui devaient redessiner la carte de l'Europe, comprend la dynamique des rapports de forces entre nations comme la matière même de l'histoire. L'histoire est alors le théâtre de la lutte des États pour l'hégémonie, où chacun se doit d'être le plus fort sous peine de disparaître.
« Nation contre nation, front contre front, stratèges contre stratèges, la guerre interétatique a cette caractéristique jusqu'à la Seconde Guerre mondiale de voir se répondre en miroir des logiques de guerre pratiquement symétriques. La décision à l'état pur est celle qui résulte de la bataille victorieuse », et toute la stratégie classique a pour objectif de gagner la guerre en terrassant l'ennemi sur le champ de bataille.
Dans cette logique d'équilibre des forces, une faiblesse, un calcul qui se révèle faux, ou une manœuvre inventive et décisive, peut décider du sort de la guerre, tout l'art de la stratégie classique est un jeu d'équilibriste où chacun s'efforce de pallier ses points faibles et de gagner en supériorité.
Le général Beaufre examine les solutions principales employées dans le jeu de la stratégie, il en dénombre trois :
- lorsqu'il existe des moyens supérieurs et une capacité offensive suffisamment assurée, la campagne visera offensivement la bataille décisive. C'est la stratégie offensive d'approche directe où doit se réaliser la concentration du maximum de moyens visant la masse principale ennemie. Cette solution est largement préférée dans les guerres interétatiques, c'est celle qui fit la grandeur de Napoléon ;
- lorsque la supériorité est moins évidente, deux solutions apparaissent :
  - soit d'user l'adversaire par une défensive exploitée par une contre-offensive. C'est la stratégie directe défensive offensive,
  - soit de dérouter l'adversaire par une action offensive excentrique avant de chercher à le battre. C'est la stratégie directe d'approche indirecte. Cette dernière possibilité rejoint la stratégie d'approche indirecte de Liddell Hart ;
- lorsque les moyens militaires sont insuffisants pour atteindre le résultat escompté, l'action militaire ne joue plus qu'un rôle auxiliaire dans le cadre d'une manœuvre de stratégie totale sur le mode indirect où la décision résultera d'actions politiques, économiques ou diplomatiques convenablement combinées. Dans ce cas, on parle généralement pas de guerre, mais peut-être de confrontation diplomatique ; celles-ci sont si nombreuses depuis la guerre froide qu'elles sont presque devenues l'état normal des relations internationales.

Le paradigme de la guerre interétatique conçoit la puissance comme synonyme de masse. Tout doit être massifié, densifié, les armes comme les hommes. Dès l'Antiquité, les armées se battaient en rangs serrés pour plus d'efficacité, à la fois tactique, mais aussi logistique (resserré autour de son chef, le groupe entendait ses ordres et agissait comme un seul homme avec une grande cohérence). Et ce fut donc naturellement que la guerre devint industrielle au XIXe siècle, lors de la révolution industrielle. Les armes sont fabriquées en très grand nombre, et leur mécanique est grandement améliorée (mitrailleuse, canon rayé), parallèlement à leur efficacité sur le champ de bataille. De même, les moyens de transports tels que le train et les navires à vapeur permirent la massification des troupes en des temps records sur des théâtres d'opérations très éloignés. En 1904, la Russie transporta sur rail une armée de plusieurs centaines de milliers d'hommes sur 6 500 kilomètres par delà les espaces perdus et démesurés de Sibérie, afin de rencontrer les armées japonaises de Mandchourie.

« La planète entière, au début du XXe siècle était devenue une seule entité maillée par les réseaux de transports et de transmissions, des chemins de fer, des navires à vapeur et des télégraphes. Et à l'intérieur de cette entité, les structures civiles et militaires de chaque nation sont devenues étroitement interconnectées. En temps de guerre, les chemins de fer seraient réquisitionnés et les hommes mobilisés. Les nations étaient mûres pour les guerres mondiales »

— Général Sir Rupert Smith, L'utilité de la force, Economica, p. 69,  (ISBN 978-2-7178-5366-7)

##### Stratégie indirecte et stratégie insurrectionnelle
Nous avons vu ci-dessus que l'approche indirecte était parfois préconisée par des théoriciens classiques, puisque le général Beaufre la citait parmi ses solutions préférées, car elle a l'avantage de dérouter l'adversaire avec peu de moyens : « l'idée centrale de cette conception est de renverser le rapport des forces opposées par une manœuvre et non par le combat. Au lieu d'un affrontement direct, on fait appel à un jeu plus subtil destiné à compenser l'infériorité où l'on se trouve ». L'approche indirecte était alors un outil subtil mis à disposition de la stratégie classique, mais « a trouvé son application en stratégie totale sous une forme différente dans tous les conflits où l'un des adversaires […] avait des moyens inférieurs à ceux qui pouvaient lui être opposés ». Autrement dit, la stratégie indirecte est l'arme du pauvre, et celle préférée par l'insurgé.

La stratégie classique fut théorisée à l'ère napoléonienne, puisque c'est l'empereur qui lui donna ses lettres de noblesse. Mais la stratégie de ce que le jargon militaire nomme les conflits de basse intensité, c'est-à-dire les conflits où ne s'opposent pas deux armées centralisées et symétriques, mais où au moins un belligérant (voire les deux) se constitue d'individus émanant directement de la société civile menant plus une guérilla qu'une véritable guerre, vit ses premières manifestations sérieuses en Espagne en luttant justement contre les troupes de l'Empire, entre 1808 et 1814. Le peuple appelait ça la « petite guerre », de guerra (nom pour guerre) et illa (suffixe diminutif). On voit donc la guérilla, seule solution des peuples face à la force classique, se développer et remporter des succès précisément au moment où cette dernière montre tout son prestige.

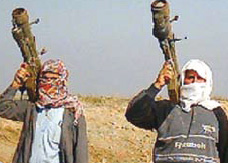
Deux insurgés en Irak dans les années 2000. Pour ne pas avoir à combattre frontalement et constamment, l'insurgé doit pouvoir éviter le combat dès que la situation n'est pas favorable. La cagoule permet d'être non reconnaissable et redevenir un civil ordinaire à la première occasion, pour se rendre ainsi invisible à l'ennemi (chose impossible à une armée classique).

Le général Sir Rupert Smith dit à ce sujet : « des groupes de combat, petits, mobiles et souples, issus de la population, cachés et soutenus par celle-ci, s'ingéniaient à harceler les armées ennemies supérieures en force, tout en évitant toute confrontation sur une grande échelle. Par la poursuite de cette guerre, l'objectif politique était de conserver l'identité politique de la population, même sous occupation, en soutenant sa volonté de continuer à combattre et à résister. […] Privées de la force du nombre, et des armes pour s'opposer à une armée en campagne, les guérillas préfèrent éviter les batailles rangées. L'embuscade et le raid représentent leurs modes de combats favoris ».
Cette stratégie est une réponse à la faiblesse tactique des guérilléros (peu d'hommes, peu d'entraînement, peu d'armes), et la règle d'or jamais démentie de tout combattant insurgé vise à pallier cette faiblesse : toujours éviter de se trouver dans une position dans laquelle l'ennemi pourrait nous forcer à combattre. Il convient donc d'éviter d'occuper des infrastructures, des positions visibles, ou même simplement du terrain (choses que convoite généralement une armée classique) de façon à ne pas se trouver encerclé et de ne pas avoir à lutter sur un front fixe à homme contre homme.

### Niveau tactique
Les tactiques employées pendant la guerre peuvent varier en fonction de nombreux facteurs, notamment de l'optimisme ou du pessimisme des belligérants, des moyens à leur disposition, et des astuces dont ils disposent grâce à une réflexion plus avancée (par exemple, surprendre l'ennemi dans un piège pour coincer ses hommes et ses véhicules ou bien utiliser la végétation pour se cacher). Néanmoins, quand les tactiques sont identiques, il se peut qu'un énorme champ de bataille se forme inconsciemment.
Par exemple, lors de la Seconde Guerre mondiale, Hitler envoya ses hommes attaquer la Belgique, le Luxembourg et les Pays-Bas afin de contourner les fortifications de la ligne Maginot : le général Maurice Gamelin, chef des armées alliées croyant que les troupes nazies répétaient le plan Schlieffen en passant par la Belgique, envoya l'avant-garde des armées alliées en Belgique, alors qu'en réalité tout ceci n'était qu'une diversion qui avait pour but de piéger les alliés un peu trop au nord en les contournant par la forêt des Ardennes (coup de faucille).
Au Moyen Âge, la tactique était considérée comme aussi indispensable pour vaincre l'ennemi que les armes ou la préparation des hommes. Néanmoins, les tactiques utilisées demeuraient élémentaires. Parfois, elles se révélaient même inutiles compte tenu de la proximité de l’ennemi. Lorsqu'un camp s'alliait avec un autre avant de combattre, les alliés pouvaient discuter - et ils le faisaient souvent - de la meilleure tactique à adopter (la moins coûteuse en matériel et en hommes) pour vaincre l’ennemi, traverser ses lignes ou le contourner.

## Guerre nucléaire et dissuasion

### Nouvelle approche stratégique

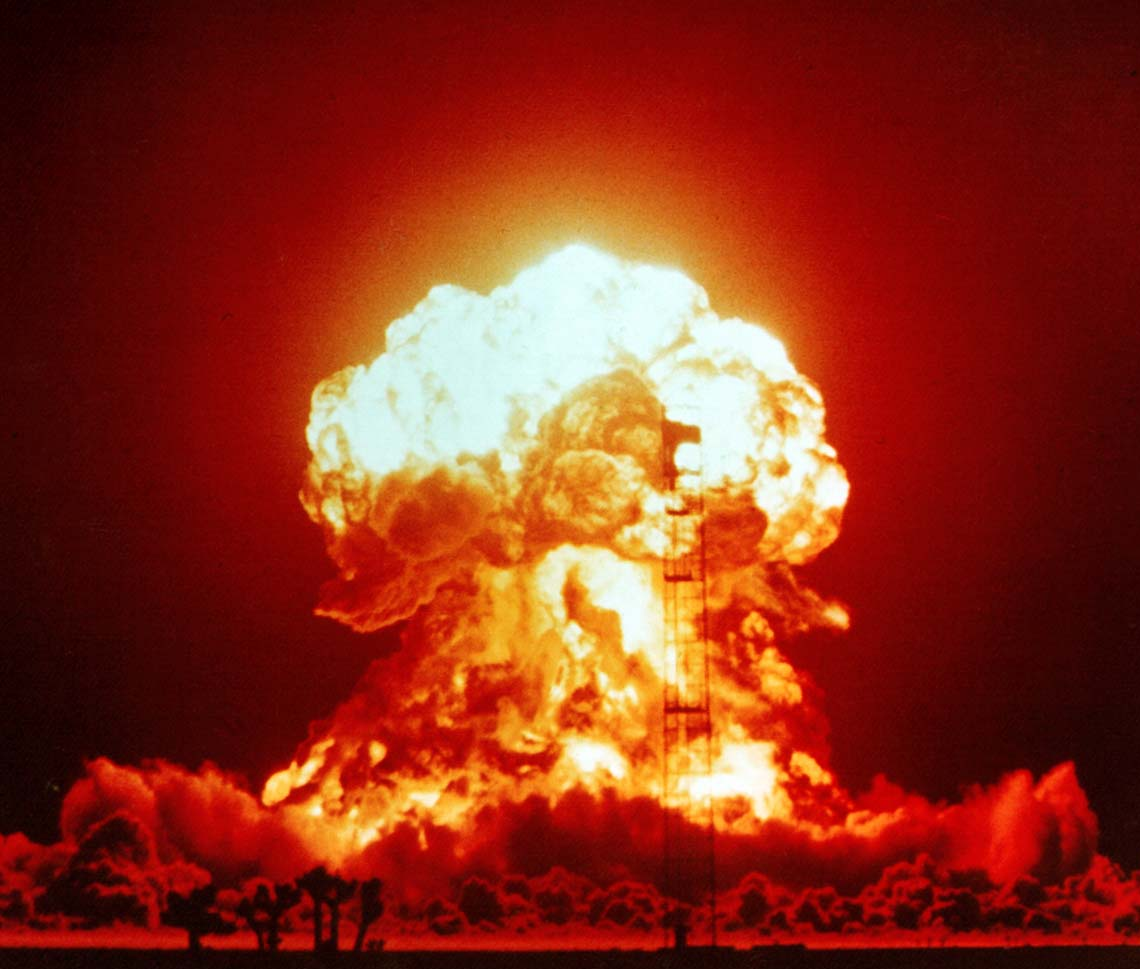
L'extraordinaire capacité destructrice de l'arme nucléaire rend impensable, voire insoutenable, une telle guerre paroxystique et remet en question les lois de la guerre.

Pour comprendre pourquoi l'apparition de l'arme nucléaire a nécessité l'invention d'une nouvelle approche stratégique, il faut rappeler en quoi elle détruit le paradigme de la guerre classique :
1. La première caractéristique est la puissance de feu en elle-même : une bombe thermonucléaire de 1 mégatonne correspondrait à une salve de 200 000 000 canons de 75[63], soit plus que la totalité des capacités d'une armée. Il fallut pendant la Seconde Guerre mondiale près de 3 000 avions pour détruire la ville de Hambourg (voir Opération Gomorrhe), alors qu'aujourd'hui une seule action individuelle aurait des conséquences bien plus destructrices (voir la Tsar Bomba, d'une puissance potentielle de 100 MT) ;
2. la deuxième caractéristique est la mobilité et la fluidité d'utilisation presque totale de ces armes grâce à leurs vecteurs : il fallait auparavant envoyer des milliers d'hommes sur le lieu de l'action, avec tous les délais et difficultés logistiques que cela comportait, la guerre était uniquement frontale entre des murailles humaines qui se faisaient face ; à présent, une seule fusée atteint en quelques dizaines de minutes n'importe quel point du globe, une bombe larguée depuis un avion (comme à Hiroshima et Nagasaki), pouvait dès son invention en 1945 frapper un territoire ennemi en son centre.

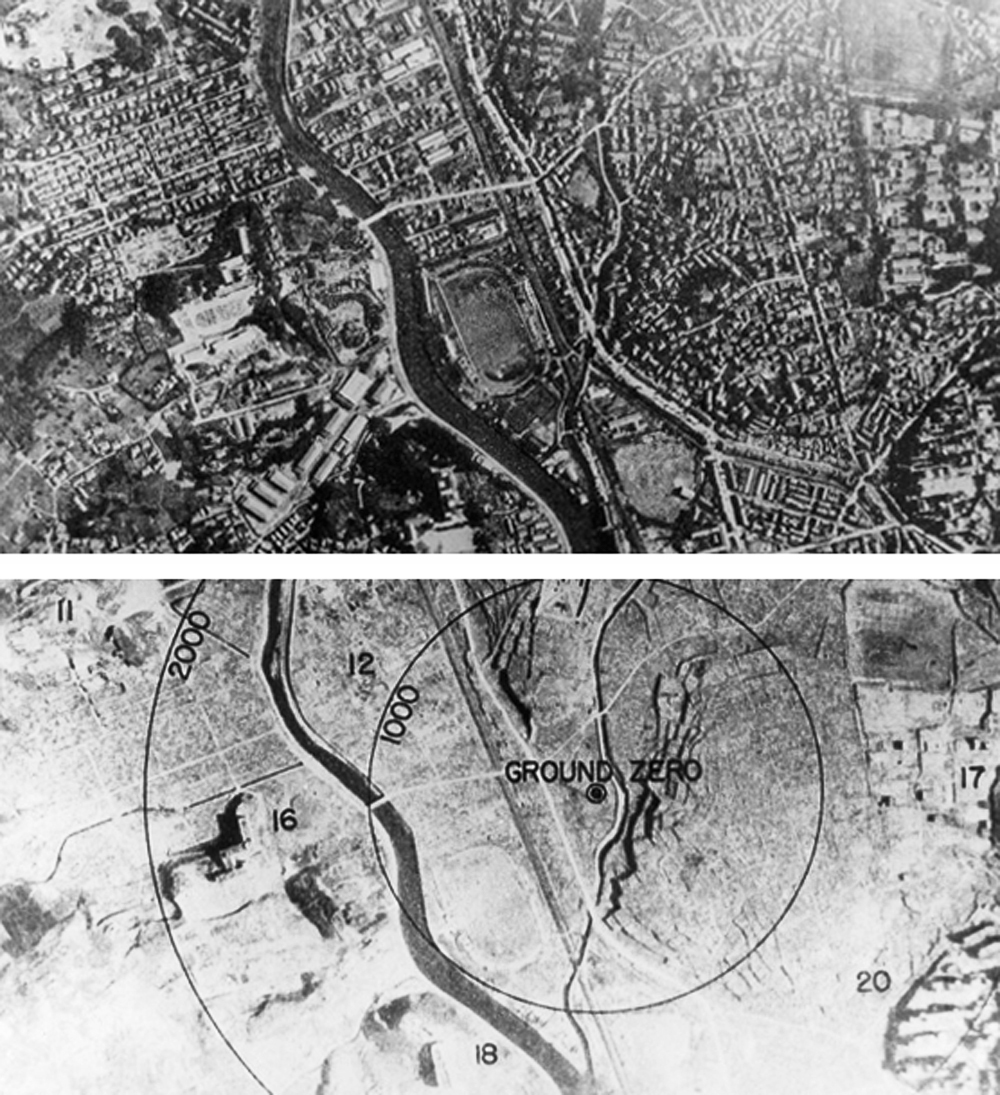
Vue aérienne de Nagasaki, avant et après l'explosion nucléaire. Les bombardements atomiques d'Hiroshima et de Nagasaki imposèrent en partie la fin de la Seconde Guerre mondiale signée moins d'un mois plus tard par la capitulation sans condition du Japon.

Du fait de cette double caractéristique, l'arme atomique produit deux phénomènes entièrement nouveaux :
1. Il n'y a plus de rapport direct entre l'effort de guerre et la capacité destructrice (détruire un pays ne coûte en soi que le prix de la technologie et non une mobilisation totale du pays attaquant) ;
2. Aucun effort de guerre autre que technologique ne peut sauver une nation de la destruction en cas d'attaque. Posséder une armée conventionnelle n'est d'aucune protection contre un conflit de type nucléaire.

On dénombre habituellement quatre types de protection possibles contre ce danger sans précédent :
1. La destruction préventive des armes adverses pour prévenir un risque d'offensive (moyen offensif direct), qui suppose des moyens de destruction très puissants et perfectionnés, donc nucléaires ;
2. L'interception des armes atomiques au moment de l'offensive (moyen défensif) ;
3. La protection physique contre les effets des explosions (moyen défensif) ;
4. La menace de représailles (moyen offensif indirect), qui suppose de disposer soi-même de moyens nucléaires.

Ces quatre directions furent exploitées concurremment avec des fortunes diverses et ont fini par se combiner dans des formules stratégiques très compliquées, mais on peut dire que celle qui semble, et de loin, la plus dissuasive est sans conteste la quatrième (menace de riposte nucléaire en cas d'offensive), à tel point qu'on la nomme précisément la dissuasion nucléaire.

### La dissuasion nucléaire versus MAD
La menace de l’arme nucléaire est présentée comme une arme de dissuasion mais son utilisation aurait des conséquences désastreuses.
L'imaginaire collectif considère encore aujourd'hui l'arme atomique comme une menace pour la paix, mais si le risque de prolifération nucléaire vers des pays irresponsables est à craindre, il est absolument nécessaire de comprendre que dans toute l'histoire de la guerre (dont les conflits furent de plus en plus terribles et meurtriers au fur et à mesure de l'évolution des techniques de combats), aucune stratégie n'a autant œuvré pour la diplomatie et le statu quo que la dissuasion nucléaire. La bien nommée Guerre froide, qui avait tous les ingrédients (situation géopolitique, détestation mutuelle, rapport de force idéologique…) pour dégénérer en conflit mondial, fut un exemple de guerre impossible.
Le principe de la dissuasion nucléaire est fort simple : toute agression trop directe envers une puissance nucléaire expose l'agresseur à une riposte cataclysmique et absolument insoutenable, un pays non-nucléaire ne peut donc en aucun cas s'attaquer frontalement à une telle puissance. On nomme également équilibre de la terreur ou MAD en anglais (Mutually Assured Destruction ou « Destruction mutuelle assurée ») une situation plus précise : lorsque deux puissances sont nucléaires, toute agression atomique de l'une expose l'agresseur à une riposte destructrice d'une ampleur au moins équivalente, ainsi le déclenchement des hostilités est a priori impossible. Car le fait d'être agresseur ne profère aucun avantage particulier comme ce pouvait être le cas dans la stratégie classique, être attaquant ou attaqué signifie de toute façon la destruction, d'où l'exigence constante de garantir la paix.
Et la solution la plus efficace trouvée pendant la guerre froide pour garantir la sécurité du monde, fut justement, par le traité ABM (ABM pour anti-missiles balistiques) signé en 1972, de limiter non pas les capacités offensives de chacun des deux camps, mais de limiter les capacités défensives. En effet, le meilleur gage de paix était de préserver à tout prix la destruction mutuelle assurée, et ainsi d'interdire l'utilisation généralisée de ces nouvelles technologies des années soixante-dix des missiles antibalistiques. Cela montre à quel point la très contre-intuitive dissuasion nucléaire est l'une des meilleures assurances imaginable pour la sécurité du monde, y compris lorsque celui-ci était divisé par la confrontation est-ouest.
Confronté à une résistance ukrainienne, tenace lors de invasion de l'Ukraine par la Russie, alimentée par l’aide militaire occidentale, Vladimir Poutine a fait une allusion à la bombe atomique dans un discours télévisé le 21 septembre 2022. Joe Biden, comparant, la période actuelle à l’une des plus menaçantes de l’après-guerre comme celle de la crise des missiles de Cuba en 1962, alerte sur un risque d’« apocalypse » nucléaire.

## Risques nucléaires induits
Depuis le lancement de différents programmes nucléaires civils à travers le monde, la possibilité d’un conflit armé conventionnel sur un territoire ayant des réacteurs nucléaires en exploitation ou à l'arrêt n’a pas fait l’objet d'analyses en termes de risques ; il s’agit d’un pur imprévu.
Les conséquences d'une attaque sur un pays disposant d’infrastructures nucléaires portent un danger qui peut être local, national, mais aussi international.
Selon le journaliste du Monde Jean-Michel Bezat, « le monde est entré dans une ère où le nucléaire civil est devenu une cible et une arme » révélant la dangerosité de l’énergie nucléaire en temps de guerre. Selon le directeur de la CRIIRAD, « à partir du moment où la centrale est au cœur d'un conflit armé avec des bombardements on peut très bien arriver à un scénario absolument catastrophique ». Si les systèmes de refroidissement se trouvent hors service sur, par exemple, déconnexion du réseau électrique d'une centrale nucléaire même à l'arrêt et si les générateurs de secours sont mis hors d'usage, les cœurs des réacteurs entreraient en fusion amenant la catastrophe à se réaliser. Les centrales nucléaires constituent une faiblesse stratégique pour les pays qui en abritent car il n'existe aucun traité spécifique de protection autant que faire se peut. Selon Veronika Ustohalova de l’Öko-Institut en Allemagne « Le problème est que, dans les discussions sur la sûreté nucléaire, les conflits violents ou les guerres ont jusqu’à présent été considérés comme peu probables ou pas du tout abordés ». Des amendements aux Protocoles de la Convention de Genève qui interdisent les attaques devraient être néanmoins respectés.
Le 7 juin 1981, la centrale de Tammouz de deux réacteurs nucléaires d'une puissance totale de 70 MW, située à une quinzaine de kilomètres à l'est de Bagdad en Irak, connue sous le nom de Osirak, conçue officiellement à destination de la recherche(copie de la centrale français Osyris), est détruite lors d'un bombardement mené par Israël avant sa mise en activité lors de l'opération Opéra.
Durant la Guerre du Golfe en 1991, des attaques manquées ont été tentées sur des réacteurs en fonctionnement, une par des scuds Iraquiens contre le réacteur nucléaire militaire Israelien de Dimona, une autre par la frappe des États-Unis sur un petit reacteur de recherche Iraquien Centre de recherche nucléaire de Tuwaitha(en).
Dans la nuit du 5 au 6 septembre 2007, dans le cadre de l'opération Orchard, l'aviation israélienne a mené un raid sur le réacteur nucléaire d’Al-Kibar, à 450 km au nord-est de Damas en Syrie, situé dans la région de Deir ez-Zor, et l'a détruit. Le réacteur était du même type que celui construit par la Corée du Nord à Yongbyon et pouvait permettre la production de plutonium.
En 2022, à l'occasion de la guerre en Ukraine à la suite de l'invasion par la Russie, l'agence internationale de l'énergie atomique (AIEA) a exprimé ses inquiétudes sur la situation dans un communiqué et a appelé à « un maximum de retenue pour éviter toute action qui mettrait les sites nucléaires du pays en danger ». Après la prise de contrôle de la centrale nucléaire de Tchernobyl, les forces armées russes se trouvent à proximité de la plus grande centrale nucléaire d’Ukraine et de ses six réacteurs (centrale nucléaire de Zaporizhzhia). Une réunion du Conseil des gouverneurs de l'AIEA à Vienne, siège de l’agence, est organisé pour discuter des « risques réels » posés par le conflit entre la Russie et l'Ukraine. La résolution adoptée appelle la Russie à « cesser immédiatement les actions contre les sites nucléaires ukrainiens », mis en danger par la guerre qui fait rage à la suite de l'invasion russe. Le texte estime que cette guerre « pose des menaces graves et directes à la sécurité" de ces lieux et de leur personnel », avec « le risque d'un accident ou incident nucléaire qui mettrait en danger la population de l'Ukraine, des États voisins et de la communauté internationale »,,,. Selon les annonces de l’AIEA et des autorités régionales ukrainienne du 3 mars 2022, l’armée russe s’est emparée de la centrale nucléaire de Zaporijia. L'exploitation et la sûreté technique restent assurées. À la suite de l’assaut contre cette centrale, un incendie s’était déclenché dans un bâtiment voisin qui a été maîtrisé,. La centrale de six réacteurs a une capacité totale de près de 6 000 mégawatts, assez pour fournir en électricité environ quatre millions de foyers. En temps normal, le site produit un cinquième de l’électricité du pays. C'est la première fois qu'un conflit militaire se déroule dans un pays doté d'un large programme nucléaire. Le 11 août 2022, « l’heure est grave », déclare le chef de l’AIEA au Conseil de sécurité de l’ONU, à la suite de nouveaux bombardements, près du stockage de déchets radioactifs, ayant mis hors d'usage certains capteurs de radioactivité, la centrale se trouvant au milieu d'un champ de bataille,.
Selon les chiffres mis à jour par l'AIEA en 2020, l'Ukraine possède 15 réacteurs opérationnels produisant 51,2% de l'électricité du pays, 2 réacteurs sont en construction.

## Économie
Les belligérants tentent de s'approprier lors du conflit des ressources économiques ou détruire celles de l'adversaire. C'est l'un des aspects majeurs d'un conflit.
L'économie de guerre a pour objectif le maintien des activités économiques indispensables à un pays, l'autosuffisance, la dissuasion de la consommation privée, la garantie de la production des aliments et le contrôle de l'économie depuis l'État.
En amont de la guerre, les investissements en armements des futurs belligérants font tourner l'économie nationale et participent au produit intérieur brut et à sa croissance. Les destructions réciproques dus au déroulement de la guerre font baisser ces indicateurs. Le temps de retour de ces indicateurs au niveau d'avant le conflit donne une idée des pertes économiques provoquées par un conflit. Les externalités négatives ne sont pas prises en compte par l'économie à la fin du conflit : pertes humaines (morts et blessés), perte de chance dans les vies humaines, pertes de patrimoine (mondial, national, privé), détérioration de l'environnement (émission de CO2, extraction de pétrole et de gaz, dérèglement climatique…).
Il faut compter aussi les pertes indirectes de l'économie qui durent tout au long de la guerre : chômage dû à l'arrêt ou la destruction des entreprises et au ralentissement de la production par manques de pièces intermédiaires ou de maintenance, baisse du revenu agricole due aux opérations sur le front, perte de revenus des salariés, baisse de la consommation, faillites d'entreprises dues au ralentissement des échanges, baisse des revenus commerciaux... Les revenus réels sont amoindris par l'inflation engendrée par l'augmentation de tous les coûts dans les chaînes de valeur. Ces effets indirects entrainent la baisse des recettes de l’État et l'augmentation des dépenses de soutien à la population.
Le patrimoine constitué de biens matériels et/ou immatériels, propriété privée ou bien commun est le reflet de la façon dont une société donnée se représente son propre passé et son avenir, à travers ce qu'elle estime vouloir transmettre aux futures générations. La destruction des patrimoines par les guerres pose des problèmes existentiels aux sociétés concernées. La perte est souvent inestimable au-delà des coûts de reconstructions pouvant être entreprises.
À titre d'exemple, La Première Guerre mondiale en France fait des millions de victimes et des terribles destructions, la production agricole et industrielle ne dépasse son niveau d’avant-guerre qu’en 1924. Un tiers de la richesse de la France est anéanti.

### Industries de guerre
Pour chacun des camps, il est vital d'éviter au maximum les dégâts matériels qui pourraient affecter l'effort de guerre en diminuant la capacité productrice de l'industrie de l'armement.

### Blocus
Un blocus est défini par l’Encyclopædia Britannica comme « un acte de guerre par lequel un belligérant empêche l'accès ou le départ d'une zone définie de la côte ennemie. »
Historiquement, le blocus prenait place sur mer avec une puissance qui bloquait le commerce maritime avec le pays cible.
Lorsqu'une ville côtière est assiégée depuis la terre, il est courant que les assaillants réalisent un blocus du côté maritime.
Le blocus des ports ennemis peut mener l’arraisonnement des navires marchands.
Lors de la guerre en Ukraine de 2022, la Russie tente d'imposer un blocus maritime à toute la côte ukrainienne de la Mer Noire où se situe le port d'Odessa,.

### Infrastructure de transport
Les infrastructures de transport sont indispensables pour permettre les déplacements des personnes et des biens et pour assurer le fonctionnement de l'économie.
Les voies de communications (ports, infrastructures portuaires, ponts, routes, chemins de fer, nœuds ferroviaire, sous-stations de traction électriques, gares dont les gares de triage, aéroports, aérodrome) sont des sites stratégiques qui soutiennent l'effort de guerre. Il est inenvisageable de remporter la guerre sans porter un coup décisif à ces infrastructures.
En 1945, à la suite de la Seconde Guerre mondiale, en France et en Allemagne, les réseaux ferroviaires et réseaux routiers sont détruits aux deux tiers.
L'invasion de l'Ukraine par la Russie en 2022 a occasionné des milliards de dollars de dégâts en infrastructure de transport en Ukraine.

### Infrastructure de télécommunications
Les sites de commutation, les têtes de réseaux, les câbles optiques d'interconnexion, les antennes de diffusion, les câbles sous-marins (99% du trafic mondial d'internet passent par les câbles sous-marins),,,, les stations d'atterrissage des câbles sous-marins sont les points sensibles des réseaux de télécommunication.
Les États ou les unions par exemple l'Union européenne veulent pouvoir assurer la résilience des infrastructures de Télécommunications comme les câbles sous-marins en assurant une redondance satellitaire des réseaux de télécommunications. Le projet européen est une constellation de satellites placés en orbite basse au-dessus du continent, qui intègre des technologies de cybersécurité, notamment quantique.
Les points d'accès au réseau mondial Internet permettent aux habitants de communiquer et de s'informer au-delà des sources gouvernementales en utilisant les applications dédiées (WhatsApp, Facebook, YouTube, Skype, moteurs de recherche…). Celles-ci peuvent être bloquées par les gouvernements des pays en guerre.
Les États-Unis sont au cœur de tous les échanges internet. 10 des 13 serveurs racine qui trient les recherches sont situés aux États-Unis.

### Infrastructure de production et transport d'électricité
Les centrales de production d'électricité, le réseau de transport haute et moyenne tensions dont les câbles sous-marins électriques et les sites de transformation, le réseau de distribution, indispensables à l'effort de guerre, constituent soit des cibles, soit des objectifs de contrôle durant les opérations de guerre.

### Infrastructures pour le pétrole et le gaz
Les centres de production de pétrole et de gaz, le réseau de transport (oléoducs et gazoducs), les sites de transformation (raffineries de pétrole et usines à gaz) sont indispensables à l'effort de guerre et sont soit une cible, soit un but de contrôle durant les opérations de guerre.

### Annexion de populations
L'annexion ou la colonisation de territoires ennemis permet de disposer d'espaces et de populations « amies ».
L'annexion de l'Autriche (l'Anschluss) ou l'annexion de l'Alsace-Lorraine permettent à l'Allemagne nazie de mettre la main sur des centaines de milliers de soldats utilisés lors de la Seconde Guerre mondiale.
Depuis l'annexion de la péninsule de Crimée en 2014, la Russie en conflit avec l'Ukraine, en crise démographique, a inclus les 2,4 millions d’habitants de la Crimée dans ses 145,47 millions d'habitants.

### Appropriation de la force de travail
Le travail forcé est contraire à la Convention Internationale de la Haye signé par les Allemands en 1907 suivant l’article qui stipule qu’« aucun civil ne peut être employé contre l’effort de guerre de sa propre patrie ». Lors de la Première Guerre mondiale, dans le Nord de la France, en grande partie occupé, l'Allemagne décide à partir de 1916 d’utiliser la population civile par le travail forcé.
Pour les besoins de la guerre, l'économie est transformée en économie de guerre, les usines d’armements peuvent fonctionner en continu et nécessiter de la main-d’œuvre en remplacement des travailleurs mobilisés et transformés en soldats. En juin 1942, lors de la Seconde Guerre mondiale, les Allemands exigent de la France le recrutement forcé de 350 000 travailleurs et faute d'atteindre ce nombre mettent en place le Service du Travail Obligatoire (STO).
Sur les  13 millions de femmes et d’hommes (un tiers était des femmes) victimes du travail forcé pour l’Allemagne nazie, entre 1938 et 1945 pour faire tourner l'économie de guerre, 2,5 millions sont morts de mauvais traitements. Ils ont été originaires de toute l’Europe et été déportés vers l’Allemagne et les territoires occupés par le Troisième Reich.

### Appropriation de ressources énergétiques
La volonté de capturer des champs pétrolifères de la région de Bakou ou d'interdire aux Alliés la libre disposition des minerais scandinaves deviennent des enjeux stratégiques majeurs de la Seconde Guerre mondiale.
Les gouvernements des « pays développés » veulent maintenir leur contrôle sur les ressources indispensables à leurs économies ce qui est un facteur majeur de conflits armés.
La guerre en Irak ou la guerre d'Afghanistan ont rappelé les enjeux énergétiques pouvant conduire aux conflits armés. L'Irak disposait en 2002 de la deuxième réserve pétrolière de la planète. L'Afghanistan, outre ses réserves de gaz, représentait une position stratégique dans le transport du pétrole, du gaz turkmènes.

### Perte de production agricole
En France, lors de la Première Guerre mondiale, les combats et les bombardements détruisirent ou endommagèrent plus de 3 millions d’hectares de terres arables.
En 1945, à la suite de la Seconde Guerre mondiale, en France et en Allemagne, les récoltes sont d’un tiers inférieures à celles de 1939, mais la réduction atteint la moitié en Europe orientale.
L'agriculture ukrainienne est très sévèrement touchée depuis l'invasion de l'Ukraine par la Russie depuis 2022, cultures détruites, machines endommagées, bétail décimé… « Plus de deux ans après le début du conflit, les pertes et les dommages subis par le secteur agricole en Ukraine s'élèvent à 80,1 milliards de dollars. Une large partie de ce montant - 69,8 milliards de dollars - est dû aux chutes de revenus causées par les pertes de production, à la baisse des prix des matières agricoles et à la hausse des coûts ».

### Privatisation
La suppression de la conscription dans la plupart des États modernes entraine le remplacement de générations de classes d'âge, en grande partie masculine, par des militaires professionnels soit par des sociétés privées en extension du marché des entreprises de sécurité.
La participation d'entreprises privées à la guerre n'est pas un phénomène nouveau. Dans les conflits armé du 21e siècle, leur nombre et leurs rôles ont crû. Un État qui emploie des sociétés militaires privées doit s'assurer qu'elles respectent le droit international humanitaire.
Lors de l'intervention américaine en Irak en 2003, la guerre est privatisée de manière partielle sur tous ses aspects, la logistique, le renseignement, la formation, la surveillance et l'interrogatoire des prisonniers, la protection des officiels, et in fine combat lui même. Les rapports d'incidents publiés par WikiLeaks montrent que les sociétés de sécurité privées, employées par l'armée américaine, ont été impliquées dans des incidents ayant causé la mort de civils. Blackwater est un symbole de la privatisation de la guerre, cette société a été fondée en 1997 par l’ancien militaire Erik Prince.
Selon Le Monde, « Cette dérive est lourde de dangers. Ces sociétés privées et leur personnel ne sont pas soumis à la hiérarchie militaire, n'obéissent pas aux mêmes règles, ne sont pas passibles des mêmes sanctions. Ils échappent largement à tout contrôle démocratique ».
Les mercenaires du Groupe Wagner entretiennent des liens étroits avec le pouvoir et l’État russes. Le groupe Wagner est entré en action pour la première fois lors de l'annexion de la Crimée par la Russie en 2014.
Les sociétés militaires privées se sont imposées dans les crises et conflits à partir des années 2000. Le « marché » est estimé à près de 200 milliards de dollars,.

### Réparations financières
À l'issue de la Première Guerre mondiale, l'Allemagne est condamnée à payer des réparations financières aux vainqueurs. John Maynard Keynes démissionne de son poste au Trésor britannique pour protester contre les effets désastreux de ces trop lourdes indemnités. Il les analyse dans un livre, Les Conséquences économiques de la paix. Le traité de Versailles fait porter à l'Allemagne toute la responsabilité de la Première Guerre mondiale par cette dette qui ne sera jamais honorée mais dont l'existence sera utilisée par la propagande nazie.
À la suite de la Guerre du Golfe qui vit l'émirat du Koweït envahi par Irak puis libéré fin février 1991 par une coalition menée par les États-Unis, le Conseil de sécurité des Nations unies a adopté le 20 mai 1991 une résolution créant la Commission d'indemnisation des Nations unies. La Commission a géré les compensations financières dues par l'Irak. Elles sont assises sur une taxe prélevée sur les ventes de pétrole et de produits pétroliers.
À l'occasion de la crise de la dette publique grecque débuté en 2008, la question des réparations financières, de l'Allemagne à la Grèce concernant la Seconde Guerre mondiale, refait surface. Ces réparations définies lors des accords de Paris du 14 janvier 1946 n'ont jamais été soldées. Elles pourraient représenter près de la moitié de la dette publique grecque.
En août 2022, le gouvernement polonais veut relancer des négociations avec l'Allemagne concernant des réparations liées aux pertes dues à la Seconde Guerre mondiale estimées à 1 300 milliards d’euros.

### Reconstruction des pays détruits
Il faut également constater que la reconstruction des pays envahis ou bombardés est elle aussi un enjeu en vue pour l'économie des pays participants à la guerre. Ces contrats de reconstruction deviennent alors un critère de décision de l'entrée en guerre et un enjeu de la négociation de sortie du conflit.
La richesse perdue par la France à l'issue de la Première Guerre mondiale est estimé à environ un tiers de la richesse totale et le coût de la reconstruction a été évalué à 35 milliards de francs-or, soit 137 milliards de francs de 1920.
Le Plan Marshall permettant le financement de la reconstruction en faveur de l'Europe à la suite de la Seconde Guerre mondiale a fait l'objet de critiques de la part d'économistes et d'historiens. Le Plan Monnet en France est dédié aussi à la reconstruction.
Après la Seconde Guerre mondiale, la France donne la priorité à la reconstruction des secteurs productifs de base. Dans le secteur de l’électricité est créé, le 8 avril 1946, d’Électricité de France dont le rôle sera, après les destructions de la guerre, d'assurer la production, le transport et la distribution de l'électricité sur le territoire national, ce qui fut fait dès 1953.
Le Fonds monétaire international, la Banque mondiale, l'aide internationale participent aux financements des reconstructions par des prêts ou des dons aux pays sortant d’un conflit dans toutes les régions du monde et tous les secteurs économiques.

### Augmentation des dettes publiques
L’histoire démontre que le facteur principal pour la création et la pérennité de la dette publique est la guerre
Les fortes augmentations de la dette publique ont suivi les guerres.
Due aux couts élevés des guerres, les premiers endettements publics durables apparaissent dans les cités italiennes dès le Moyen Âge.
Les guerres napoléoniennes ou du 18e siècle ont conduit à des taux d’endettement dépassant 100% du PIB.
Lors de la Première Guerre mondiale, les déficits budgétaires cumulés engendrèrent une dette publique qui fut multipliée par 30 en Allemagne, par 25 aux États-Unis, par 12 en Grande-Bretagne et par 6 en France. Les différents États utiliseront pour y faire face la création monétaire(ie planche à billets) et l'emprunt national et l'emprunt international.
En 1919, en France, à la sortie de la Première Guerre mondiale, l'Etat est très lourdement endetté à hauteur de 115 milliards de franc-or, en particulier auprès des États-Unis et de la Grande-Bretagne pour 40 milliards. Le Bloc National sera forcé d'augmenter les impôts pour compenser le non paiement des réparations par l'Allemagne.
La première République allemande doit supporter les conséquences financières de la Première Guerre mondiale engagées par l'empire allemand. Au total, la guerre a été financée par une dette publique 156 milliards de mark.
En 1945, à la fin de la Seconde Guerre mondiale, la dette du Royaume-Uni culminait à 21 milliards de livres, soit environ 250 % du produit intérieur brut (PIB) de l’époque. Le pays a pu se sortir de cette situation difficile grâce à la période de forte croissance économique qui a suivi appelée les Trente Glorieuses.
En France au sortir de la Seconde Guerre mondiale, la dette publique chuta de 250% du PIB en 1944 à 30% en 1950, sans que le budget de l'état ne connaisse un seul excédent. En effet, du à l'inflation établie entre 1944 et 1948 par une monétisation des dettes massive(ie planche à billet), les prix ont été multipliés par vingt, réduisant de 95% la valeur réelle des dettes. « En France l'inflation dépasse 50% par an pendant quatre années consécutives, de 1945 à 1948. La dette publique est détruite, aussi sûrement qu'une usine par un bombardement ». Dans une perspective totalement différente de l'après premier conflit mondial, « l'Allemagne bénéficia d'une annulation [partielle] de sa dette extérieure lors de la conférence de Londres de 1953, [...] »

### Retard dans les investissements d'avenir
Les guerres totales à partir du 20e siècle entrainent des pertes humaines et des destructions massives. Ces guerres, en mobilisant toutes les ressources, retardent les investissements de développements et de bien-être futurs des populations tels l'éducation, la santé et la lutte contre le réchauffement climatique. De même, la destruction des différentes infrastructures réduit les capacités des nations pour leur développement.
A contrario, selon Thomas Piketty, les guerres des siècles précédents ont entrainés la domination technologique de l'Europe sur le monde : « la fragmentation politique de l'Europe [...] avait permis aux États européens de prendre le dessus sur la Chine et sur le monde entre 1750 et 1900 grace aux innovations induites par les rivalités militaires »

### Profiteurs de guerre
Un profiteur de guerre est une personne physique ou morale qui, de manière légale, spéculative ou délictueuse, tire un enrichissement personnel d'un conflit armé.
Lors de la Première Guerre mondiale une contribution exceptionnelle sur les bénéfices de guerre un impôt direct extraordinaire est créé en France par la loi du 1er juillet 1916, par le gouvernement socialiste d’Aristide Briand. La contribution est due par toute personne ou toute entreprise ayant fait des bénéfices supplémentaires ou exceptionnels depuis le 1er août 1914, date de l'entrée en guerre de la France, jusqu'à 18 mois après le conflit,.
Albert Einstein, dans la correspondance épistolaire avec Sigmund Freud, éditée en 1933 sous le titre Pourquoi la guerre ?, identifie au sein de chaque peuple une minorité décidée « d'individus pour qui la guerre, la fabrication [d'armes] et le trafic des armes ne représentent rien d'autre qu'une occasion de retirer des avantages particuliers, d'élargir le champ de leur pouvoir personnel ».

## Droit
À divers moments tout au long de l'histoire, les sociétés ont tenté de limiter les coûts humains, matériels et économiques des guerres en formalisant des règles morales ou juridiques, par exemple en protégeant les femmes et les enfants, les civils, en interdisant certains types d'armes ou les poisons chimiques, et en codifiant parfois les conditions du combat, voire du duel. À l'opposé, la guerre totale et industrielle cible les civils et mobilise toute une société, imposant à tous de contribuer à l'effort de guerre.
Dans le passé, la culture, le droit et la religion ont tous causé ou justifié des guerres, mais ils ont également agi comme modérateurs, au moins à certains moments.
Certaines cultures ont ritualisé les conflits pour limiter les pertes réelles de vies. Et le XXe siècle, s'il a inventé la guerre industrielle, a aussi porté une attention internationale croissante à la résolution non-violente des conflits qui mènent à la guerre, via l'ONU notamment, dont le préambule de la Charte vise explicitement à « préserver les générations futures du fléau de la guerre ».

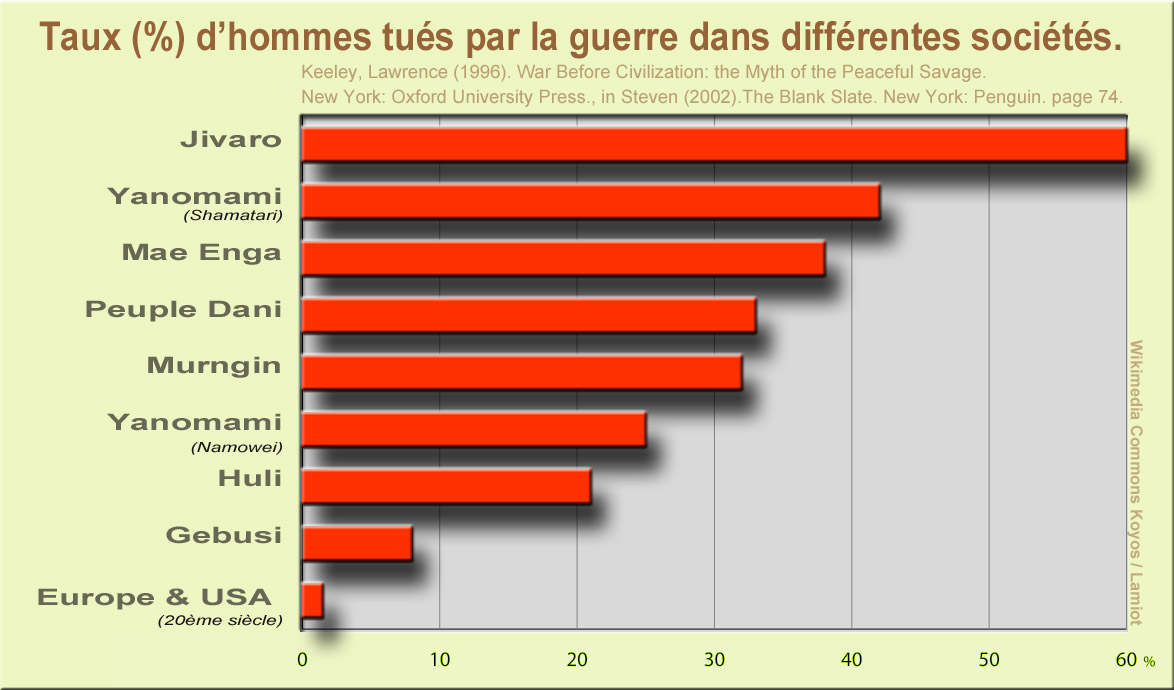
Pourcentage de morts (masculins) par guerre, pour différentes sociétés humaines. Le graphique compare des tribus amazoniennes et de Nouvelle-Guinée avec les États-Unis et l'Europe au XXe siècle

Le ratio entre hommes et femmes et le ratio entre militaires et civils varient également considérablement parmi les morts de guerre, selon les époques et les cultures.
Divers traités ont réglementé les guerres et leurs conclusions, collectivement dénommés « les lois de la guerre », dont les Conventions de Genève (dont les premières ont pris effet au milieu des années 1800).
Ainsi, même si depuis la Seconde Guerre mondiale les affrontements directs et brutaux sont loin d'avoir disparu de la planète, les politiques de concertation et de coopération internationales se sont considérablement développées.

### Guerre juste?
Le philosophe Hugo Grotius s'est penché sur le sujet de la guerre juste. Selon lui, une guerre peut être qualifiée de « juste » lorsqu'elle respecte les conditions suivantes :
- Jus ad bellum (droit à la guerre) : la guerre doit être déclarée en dernier recours, menée pour une juste cause, dans une intention juste, en utilisant des moyens qui soient proportionnés aux fins (à l'agression), avec un espoir raisonnable de succès ;
- Jus in bello (droit dans la guerre) : la guerre doit être conduite en respectant les règles de discrimination (sélectivité des objectifs et des actions) et de proportionnalité (dosage des moyens employés en regard des fins visées) ;
- Jus post bellum (droit à la sortie de la guerre) : la guerre ne peut être éternelle, on doit toujours pouvoir négocier une trêve ou un arrêt final des hostilités.

### Droit de la guerre
Le droit international humanitaire (DIH), ou droit de la guerre et des gens, est un ensemble de règles qui tend à limiter les effets des opérations de guerre, en particulier à l'égard des populations et des installations civiles et des personnes qui ne participent pas ou plus aux combats (prisonniers de guerre, réfugiés), ainsi qu'en limitant les objectifs, les moyens et les armes de guerre. Le DIH est également appelé « droit des conflits armés ».
Le droit international humanitaire s'attache également à protéger l'environnement naturel, sans lequel toute vie humaine est impossible. Le Statut de Rome de 1998 de la Cour pénale internationale considère comme crime de guerre le fait de causer des dommages étendus, durables et graves à l'environnement naturel.
En 1976, la communauté internationale a adopté la convention sur l'interdiction d'utiliser des techniques de modification de l'environnement à des fins militaires ou toutes autres fins hostiles

### Organisation des Nations unies
Par l'intermédiaire du Conseil de sécurité, l'Organisation des Nations unies a cherché des nouveaux moyens de résolution non-violente des conflits, s'appuyant notamment sur la concertation, la médiation, la signature et ratification de traités de paix et de conventions internationales, l'édiction de sanctions internationales, l'envoi de contingents de casques bleus, les mandats d'intervention. Mais ces outils restent fragiles.

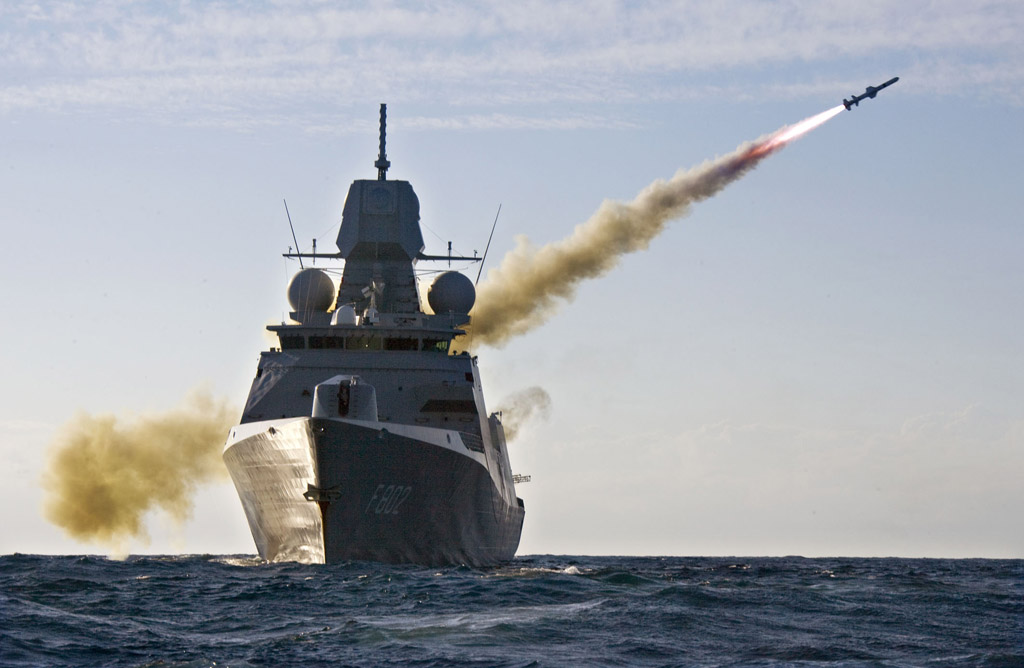
Tir d'un missile depuis un navire néerlandais engagé dans la lutte contre la piraterie maritime au large de la corne de l'Afrique, lors d'un exercice. Les armes lourdes sont dissuasives.

L’ONU dispose de la Cour internationale de justice qui est sa plus haute juridiction dont les décisions sont sans appel et sont juridiquement contraignantes, mais elle n’a aucun pouvoir pour les faire appliquer.

### Conventions de La Haye
Les différentes conventions de La Haye interdisent l'incorporation dans les armées de la population d'un territoire occupé. Le pouvoir nazi a donc fait usage d'une ruse : à partir du 25 août 1942, il a conféré la citoyenneté allemande à un nombre croissant de Français d'Alsace et de Moselle à commencer par les hommes (les malgré-nous). Plus récemment, elles ont statué sur la vente d'armes, la protection du patrimoine ou l'enlèvement d'enfants.
La Convention de la Haye sur la protection du patrimoine culturel en situation de conflit est établie en 1954. Elle a été adoptée peu de temps après la dévastation des villes comme Berlin, Rotterdam, Le Havre ou Varsovie pendant la Seconde Guerre mondiale. La faire respecter est la une des préoccupations de l'Unesco. Les maîtres des guerres modernes se moquent des Conventions.

### Conventions de Genève
La convention de Genève fixe le cadre légal international du droit humanitaire en période de guerre.
La troisième convention de Genève est relative au traitement des prisonniers de guerre. La quatrième est relative au traitement des civils.
L’article 53 de la quatrième Convention de Genève interdit la destruction par la puissance occupante de propriétés appartenant à des personnes privées sauf si cette destruction est rendue absolument nécessaire par les opérations militaires.
L’expulsion d’une population hors de son territoire est interdite par la quatrième Convention de Genève (1949) et ses Protocoles additionnels I et II (1977).
La convention de Genève et son protocole additionnel stipule que les installations nucléaires ne doivent pas être prises pour cibles dans une guerre.

### Ingérence humanitaire: droit ou devoir?
Les défenseurs de l'ingérence humanitaire la justifient principalement au nom d'une morale de l'urgence mettant au-dessus des vicissitudes politiques les droits premiers des êtres humains à la vie. Elle puise son fondement dans la Déclaration universelle des droits de l'homme de 1948. Une ingérence n'est légitime que lorsqu'elle est motivée par une violation massive des droits de l'homme, et qu'elle est encadrée par une instance supranationale, typiquement le Conseil de sécurité des Nations unies.

### Guerres d'agression
À l’issue de la Seconde Guerre mondiale en 1945, le crime d’agression est présent pour la première fois dans l'acte d'accusation et le jugement du procès de Nuremberg : « déclencher une Guerre d'agression n'est pas seulement un crime d'ordre international, c'est le crime international suprême, ne se différenciant des autres crimes de guerre que du fait qu'il les contient tous ».

## Environnement
Les conséquences écologiques et environnementales de la guerre sont connues et dénoncées. La guerre porte atteinte à l’environnement en s’attaquant à la biodiversité : les biotopes, la faune, le végétal, la dégradation de l’habitat et des ressources
De la la défense des Scythes contre Darius en – 513 av. J.-C. jusqu’aux puits de pétrole incendiés au Koweït par l’armée de Saddam Hussein en 1990, la stratégie de la terre brûlée a souvent été employée lors des guerres au cours des temps.
Les obus, missiles, roquettes enfouis dans le sol bombardé contiennent de l'arsenic, du mercure et des sels de perchlorates, entre autres substances toxiques.
À la suite des deux guerres mondiales du XXe siècle, des centaines de milliers de tonnes d'armes immergées (armes conventionnelles ou chimiques) reposent encore dans des lacs ou sur les fonds marins et restent dangereuses. En cas de fuites dues à la corrosion, elles peuvent empoisonner ou contaminer des animaux (poissons, coquillages, crustacés) consommés par l'homme ou les animaux d'élevage (sous forme de farines et huiles de poissons).
Les bombardements atomiques d'Hiroshima et de Nagasaki, effectués par les États-Unis au Japon à la fin de la Seconde Guerre mondiale, ont laissé derrière eux une pollution radioactive dispersée dans l'atmosphère et les sols, en plus des immenses pertes humaines et matérielles.
Durant la guerre du Viêt Nam menée par les États-Unis, un défoliant, l'« agent orange », a été massivement utilisé, sa toxicité a détruit une partie des forêts du Viêt Nam et causé de graves préjudices de santé aux populations. Ce défoliant était destiné à supprimer le couvert végétal des forêts à l'abri duquel les soldats du Vietcong se déplaçaient (Piste Hô Chi Minh). Les firmes Monsanto et Dow Chemical en étaient les principaux fournisseurs. Le concept d'écocide est défini à partir de ce conflit.
Pendant la première guerre du Golfe en 1990-1991, les incendies volontaires des puits de pétrole au Koweït par l'Irak ont pollué l'air et les sols. Un milliard de barils de pétrole sont partis en fumée et en retombées sur les sols.
Les bouleversements climatiques à venir au cours du XXIe siècle et leurs effets pourraient engendrer une multiplication des conflits liés à la possession de la terre arable, à l'accès à l'eau, aux sources d'énergie.

## Genres

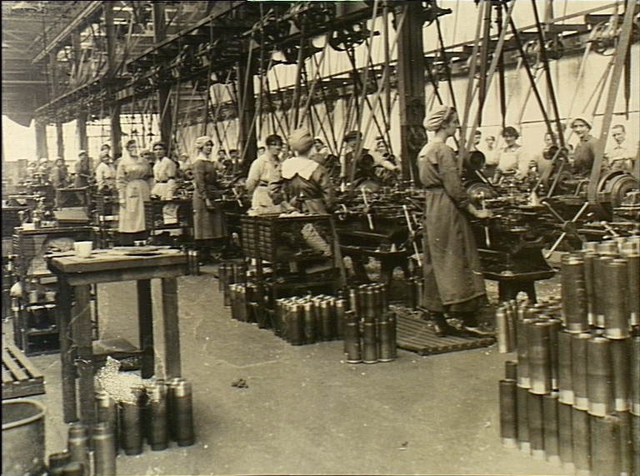
Première Guerre mondiale : des munitionnettes travaillant à la production d’obus, au Royal Arsenal en Angleterre.

La guerre s'appuie principalement sur la division des rôles : masculin pour les combats, féminin pour participer en seconde ligne à l’effort de guerre. Les femmes font et élèvent les enfants et assurent la disponibilité des combattants futurs.
Depuis la Révolution française, la place des femmes et des hommes dans les conflits a changé. Progressivement les femmes approchent des combats. Elles sont intégrées aux unités auxiliaires. Les femmes se sont engagées dans des mouvements de lutte et de résistance dans les pays occupés. Elles prennent part aux guerres de libération face aux puissances coloniales.
La conscription masculine est établie dans certains pays (France 1798, Prusse 1814, Italie 1861, empire d’Autriche 1866, Russie 1874, Suède 1901). Le service militaire obligatoire réservé aux hommes a été supprimé par la plupart des pays européens. La professionnalisation et la féminisation des armées l'ont remplacé.
Qu’elles soient ambulancières, cantinières, infirmières, secrétaires, télégraphistes ou vivandières, plieuses de parachutes ou opératrices de cinéma, des femmes ont accompagné l’armée française au front ou en deuxième ligne
La Première Guerre mondiale implique directement les civils, donc les femmes que ce soit pour soutenir les combattants, assurer la production de guerre, tenir la société de l’arrière, ou en étant directement victimes de la guerre.
Malgré la faillite du mouvement socialiste à empêcher la Première Guerre mondiale, les femmes socialistes européennes, à Berne en 1915, s'opposent à la guerre par la tenue d'une conférence et la publication d'un manifeste,. Cet appel est diffusé en France par Louise Saumoneau. Clara Zetkin est emprisonnée à son retour en Allemagne pour la tenue de cette conférence.
Durant la Seconde Guerre mondiale, les femmes participent à l'effort de guerre, elles travaillent notamment dans les usines d'armement. Dans l'Armée rouge de l'URSS, des femmes, par exemple, conduisent des chars, pilotent des avions de chasse, elles représentent 8% du total des forces armées. Des femmes s'engagent dans la résistance dans divers pays occupés. En France, les femmes représentaient 20 % des effectifs de la résistance. On peut citer Marie-Claude Vaillant-Couturier, Lucie Aubrac, Lise London, Germaine Tillion, Geneviève de Gaulle Mila Racine, Simonne Mathieu et Renée Davelly,,.
Durant la guerre d'Asie-Pacifique (1931-1945), mené par l'empire du Japon, les femmes de réconfort (ianfu)  désignent les jeunes filles raflées par l'armée impériale japonaise pour servir de prostituées en Corée mais aussi en Chine et en Asie du Sud-Est. 90% de ces femmes sont coréennes. L'estimation du nombre de femmes soumises à ce régime est compris entre 50 000 et 200 000,.
La guerre d’Indochine, de 1945 à 1954, a marqué un tournant pour l’armée française, avec plus de 5 000 femmes ayant participé au conflit dont une partie directement impliquée dans les combats. Jusqu'à cette période, la loi militaire française interdisait d’armer les femmes.
En 2000, les femmes constituent 14 % du personnel en activité de l’armée des États-Unis, et que les forces américaines engagées dans la guerre du Golfe de 1990-1991 comptaient 40 000 femmes
Depuis la fin du 20e siècle, les guerres (Ukraine, Afghanistan, Rwanda, Syrie, Irak) entraînent un nombre toujours plus grand de déplacés dont les femmes et les enfants constituent la majorité.
En 2022, selon le Haut Commissariat des Nations unies pour les réfugiés, dix millions de personnes, soit plus d’un quart de la population en Ukraine, ont fui leurs foyers en raison de la guerre « dévastatrice » menée par la Russie (90 % des personnes qui ont fui sont des femmes et des enfants). L'Invasion de l'Ukraine par la Russie en 2022 remet à l'ordre du jour la guerre de haute intensité en Europe entraînant une mobilisation par ces deux États des hommes en âge de combattre,.
Un conflit armé, qu’il soit international ou non international, contraint les femmes à assumer des rôles inhabituels et à acquérir des compétences nouvelles pour survivre. Les États liés par les traités de droit humanitaire doivent promouvoir les règles de protection générale et la protection spéciale auxquelles les femmes ont droit.
De tout temps, les femmes sont les premières victimes des violences sexuelles dans les conflits et ces crimes restent le plus souvent impunis durant et après les guerres. Selon Carol Bellamy, directrice générale de l’UNICEF dans une déclaration faite à l'occasion de la Journée internationale pour l'élimination de la violence à l'égard des femmes en 2004 « la guerre a toujours eu un impact dramatique sur les femmes. Mais la nature des conflits qui se déroulent aujourd’hui dans le monde a évolué de telle sorte que les femmes et les enfants sont touchés de plein fouet par l’indicible brutalité des combattants ».
Le 3 mars 2011, la directrice exécutive d'ONU Femmes, Michelle Bachelet a prononcé un discours intitulé Les femmes, la guerre et la paix, qui rappelle : « En 2000, le Conseil de sécurité a unanimement adopté la résolution 1325. Cette décision historique a reconnu en premier lieu que les femmes vivent la guerre de manière différente des hommes, et en second lieu, que les femmes d'une nation sont une ressource inexploitée pour ce qui est de consolider la paix. La résolution 1325 a appelé tous les acteurs, nationaux et internationaux, à faire pleinement participer les femmes à la prévention et au règlement des conflits ».
La fin de la Guerre d'Afghanistan (2001-2021) et le retour au pouvoir des Talibans est le point de départ d'une politique visant à rendre les femmes invisibles dans l'espace public. Les islamistes fondamentalistes ont progressivement rogné les libertés conquises par les femmes ces vingt dernières années, depuis la chute de leur précédent régime (1996-2001). Ils ont imposé une série de contraintes aux femmes (exclusion des emplois publics, restriction des droits de déplacement, interdiction d’accès au collège et au lycée, port du voile intégral en public de préférence la burqa, voile intégral le plus souvent bleu et grillagé au niveau des yeux).
Daria Serenko, cofondatrice de la Résistance féministe antiguerre, un groupe de féministes russes fondé en février 2022 pour protester contre la guerre en Ukraine, souligne « La guerre et les droits des femmes sont étroitement liés car d’un côté, les hommes, qui vont revenir avec leurs traumatismes, constituent un véritable danger pour elles. De l’autre, ceux qui commettent les pires crimes [sur le champ de bataille] sont souvent les mêmes qui se montrent les plus brutaux chez eux ».

## Art
La guerre est un thème fondamental dans l'histoire de l'art. Dès la préhistoire, l'art rupestre comprend de nombreuses représentations de scènes de guerre et de combat.
Parmi les peintures les plus connues représentant des scènes de guerre :
- Tres de mayo, Francisco de Goya, 1814 ;
- Guernica, Pablo Picasso, 1937.

La chanson est un art populaire qui a souvent donné des œuvres traitant de la guerre le plus souvent pour la dénoncer mais pas uniquement. On peut citer à titre d'exemple :
- Le déserteur chanson écrite par Boris Vian en février 1954 ;
- Imagine chanson de John Lennon, en 1971 ;
- La Marseillaise de Rouget de Lisle écrite en 1792 à l'origine sous le titre de Chant de guerre pour l'armée du Rhin.

Le cinéma a défini une catégorie pour les films de guerre dont certains sont devenus des références, par exemple :
- Les sentiers de la gloire de Stanley Kubrick, sorti en 1957 ;
- Docteur Folamour de Stanley Kubrick, sorti en 1964, est une satire du risque « fou » (MAD en anglais, pour « mutually assured destruction ») ;
- Le jour le plus long de Ken Annakin, Andrew Marton, Bernhard Wicki, Gerd Oswald et Darryl F. Zanuck, sorti en 1962 ;
- Apocalypse now de Francis Ford Coppola sorti en 1979 ;
- Valse avec Bachir de Ari Folman, film d'animation israélo-franco-allemand sorti en 2008.

## Évolution du nombre de guerres finXXesiècledébutXXIesiècle

### Fin de l'histoire?
En 1989, quelques mois avant la chute du mur de Berlin, Francis Fukuyama prédit le triomphe prochain de la démocratie dans le monde et une nouvelle ère de paix grâce au libéralisme. Pour lui c'est un processus qui est engagé devant aboutir au « stade le plus élevé du développement humain [...] une combinaison de démocratie libérale et d’économie de marché ». Il n’y aurait plus de guerre, ce serait la fin de l’histoire. Il nuance en expliquant que la 3e Guerre mondiale aura peut-être lieu, et il craint une résurgence du terrorisme et des guerres de libération nationale,,.
Malgré le ressenti lié à la fin de la guerre froide, des conflits majeurs entraînent des crises humanitaires dans de nombreux pays incluant l'Afghanistan, l'Irak, le Nigeria, la Somalie, le Soudan du Sud, la Syrie, et le Yémen. Les Nations unies estiment que 68,6 millions de personnes dans le monde ont été déplacées par la violence associée aux conflits. C'est un nombre de déplacées au plus haut depuis la Seconde Guerre mondiale.

### En diminution depuis la fin de la guerre froide
Plusieurs rapports d'experts (Human Security Report Project (en), Uppsala Conflict Data Program (en), Peace Research Institute Oslo) font état d'une diminution du nombre de guerres, comme du nombre de génocides et de morts au combat, durant les deux décennies qui ont suivi la fin de la guerre froide : Charles-Philippe David souligne que « les vingt années qui ont suivi la fin de la guerre froide ont ainsi connu une progression fulgurante des processus de paix »,,. Selon herodote.net, « la violence d'État a causé moins d'un million de tués en 2001-2010 ; soit beaucoup moins que dans chaque décennie antérieure depuis 1840 (à l'exception de la décennie 1900-1910). Cette violence d'État a été également moins meurtrière que par exemple la criminalité ordinaire au Brésil (50 000 homicides) ou en Afrique du Sud en 2011 ».
Cet état de fait est contre-intuitif pour plusieurs raisons : l'augmentation du nombre d’États souverains ayant un siège aux Nations unies, ce qui accroît d’autant les facteurs de tensions ; la circulation des images par Internet et réseaux sociaux qui rend les conflits plus visibles ; la diversification des formes de conflits ; le maintien, décennie après décennie, de contentieux majeurs ; la montée en puissance d’acteurs non étatiques, comme le Hezbollah au Liban, ; la tendance des médias à rapporter davantage les événements sanglants que l'achèvement d'un conflit. Dans Sapiens : Une brève histoire de l'humanité (2011), Yuval Noah Harari souligne combien « la plupart des gens mesurent mal à quel point nous vivons dans une époque pacifique. Aucun de nous ne vivait il y a un millénaire, si bien que nous oublions facilement à quel point le monde était plus violent. Et alors même qu'elles deviennent plus rares, les guerres attirent davantage l'attention. Beaucoup plus de gens pensent aux guerres qui font rage aujourd'hui en Afghanistan et en Irak qu'à la paix dans laquelle vivent désormais la plupart des Brésiliens et des Indiens ».
Selon Thomas Piketty, « Au niveau mondial, les dépenses militaires sont passées de plus de 6% du revenu national en 1960 (guerres coloniales, guerre froide) à 3% en 2020 (2% en Europe, 4% aux États-Unis, 10% en Arabie Saoudite) »

### En augmentation depuis 2010
Cependant, on a observé une augmentation du nombre de guerres, de 4 en 2010, soit le total le plus bas depuis la fin de la Seconde Guerre mondiale, à 11 en 2014 (dont 7 impliquant des groupes islamistes radicaux), soit la plus forte hausse depuis la fin de la guerre froide et un niveau qui n'avait pas été atteint depuis 2000 ; le taux mondial de morts au combat a aussi augmenté depuis son minimum de 2005, principalement à cause de la guerre civile syrienne. Les chercheurs Andrew Mack et Steven Pinker soulignent que cette hausse « a annulé les progrès de ces douze dernières années, mais les chiffres des violences sont bien en deçà de ceux des années 1990 et n'ont absolument rien de comparable avec ceux des années 1940, 1950, 1960, 1970 ou 1980 ».
Selon Jean-Marie Guehenno, au XXIe siècle, « Un grand nombre de conflits obéissent d’abord à des dynamiques locales qui risquent d’en allumer d’autres, beaucoup plus étendus. C’est un scénario « Sarajevo 1914 », si l’on veut être très pessimiste, où les dynamiques échappent aux protagonistes locaux et entraînent les acteurs globaux ».
Selon les économistes Françoise Benhamou et André Cartapanis, nous entrons dans un monde de rivalité économique exacerbée par une mondialisation conflictuelle entre blocs géoéconomiques. « Les politiques commerciales et industrielles des Etats visent désormais davantage des objectifs de puissance que la prospérité économique globale ».
Selon Pierre Dockès, economiste, mettant l'accent sur les nécessaires « négociations, compensations, compromis » afin d'éviter les guerres à venir, en notant que « le réchauffement climatique, l'épuisement des ressources naturelles, l'urgence de la transition supposent des actions comparables à celles des économies de guerre (mobilisation, centralisation, planification, état d'exception) au risque de susciter des inégalités et de créer des conflits au sein des communautés nationales comme entre nations ».

### Réarmement du Monde
Après avoir considérablement baissé dans les années 1990, les dépenses militaires mondiales sont reparties à la hausse depuis les années 2000.
Ce constat est associé au regain des tensions, avec la Russie après l’annexion de la Crimée puis l'invasion de l'Ukraine, entre la Chine et les États-Unis à propos de Taïwan, et l'instabilité et incertitudes au Moyen-Orient (Syrie, Yémen, Arabie saoudite, Iran, Israël, Palestine...). Selon le rapport du Institut international de recherche sur la paix de Stockholm (Sipri), l’année 2022 représente la huitième année consécutive de hausse pour les investissements dans les armées, estimés à 2 240 milliards de dollars.

#### Littérature
- Claude K. Dubois, Akim court, Pastel, L’École des loisirs, 2012
- Ouvrage soutenu par Amnesty International [lire en ligne]
- (de) Jugendliteraturpreis 2014, catégorie album [(de) lire en ligne]
- Momo du meilleur album de l'année 2014, Foire du livre de Francfort) [lire en ligne]
- (de) Katholische Kinderbuchpreis 2014 [lire en ligne]

- La Prière de la guerre, Mark Twain

### Vidéo
- Alexis Tromas, Mélody Da Fonseca, « Qu’est-ce qu’un crime de guerre ? Comprendre en trois minutes » [vidéo], sur LeMonde.fr, 9 novembre 2023 (consulté le 9 novembre 2023)

#### Bases de données et dictionnaires
- Ressource relative à la recherche :   - Stanford Encyclopedia of Philosophy
- Ressource relative à la littérature :   - The Encyclopedia of Science Fiction
- Ressource relative à la bande dessinée :   - Comic Vine
- Ressource relative à l'audiovisuel :   - France 24
- Notices dans des dictionnaires ou encyclopédies généralistes :   - Britannica
  - Brockhaus
  - Den Store Danske Encyklopædi
  - Encyclopédie de l'Ukraine moderne
  - Gran Enciclopèdia Catalana
  - Larousse
  - Treccani
  - Universalis
- Notices d'autorité :   - BnF (données)
  - LCCN
  - GND
  - Japon
  - Espagne
  - Israël
  - Suède
  - Tchéquie
  - Lettonie
  - Corée du Sud